# レッド・デッド・リデンプション2
『レッド・デッド・リデンプション2』（英:Red Dead Redemption 2）は、アメリカ合衆国のロックスター・ゲームスより2018年10月26日に世界同時発売されたオープンワールド型アクションアドベンチャーゲームソフト。レッド・デッドシリーズの第3作目。略称は『RDR2』。対応プラットフォームはPlayStation 4、Xbox One、PC。PlayStation 2、Xboxで発売された『レッド・デッド・リボルバー』とPlayStation 3、Xbox 360で発売された『レッド・デッド・リデンプション』に続くレッド・デッドシリーズの第3作（外伝を入れて第4作目）。
キャッチコピーは「永遠の無法者」。
タイトルロゴでは、ローマ数字を使った『レッド・デッド・リデンプションII』（英:Red Dead Redemption II）と表記する。

## システム等
レッド・デッドシリーズ恒例である「デッドアイ」（バレットタイムシステム）がある。ロックスター・アドバンスド・ゲーム・エンジンなども使用して開発を進めてきた。「ソーシャルクラブ」にもアクセス出来る作品である。
本作のクリエイターは『グランド・セフト・オートV』、『レッド・デッド・リデンプション』に関わっており『グランド・セフト・オートV』のサンアンドレアス州よりも1.2倍広いマップとなった。世界中のメディアにも注目された作品となった。
前作『レッド・デッド・リデンプション』は1910年代が舞台だったが、本作では1899年と前作よりも時代を遡る。前作で語られた前作主人公、ジョン・マーストンが所属していたギャング団（ダッチ・ギャング）の逃亡劇とその結末が本作主人公、アーサー・モーガンの視点から描かれる。

前作同様「名誉レベル」と呼ばれるシステムが導入されている。名誉システムは、プレイヤーの行動が道徳的な行動だったかどうか判定されるもの。NPCを助けたりストーリーでの選択肢で名誉な選択をしたりすると名誉度が上がる。殺人や強盗などの犯罪を犯したりストーリーでの選択肢で不名誉な選択をしたりすると名誉度が下がる。それによりNPCの反応や商品の値段、主人公の日誌、ストーリーのムービーが変わるシステムである。

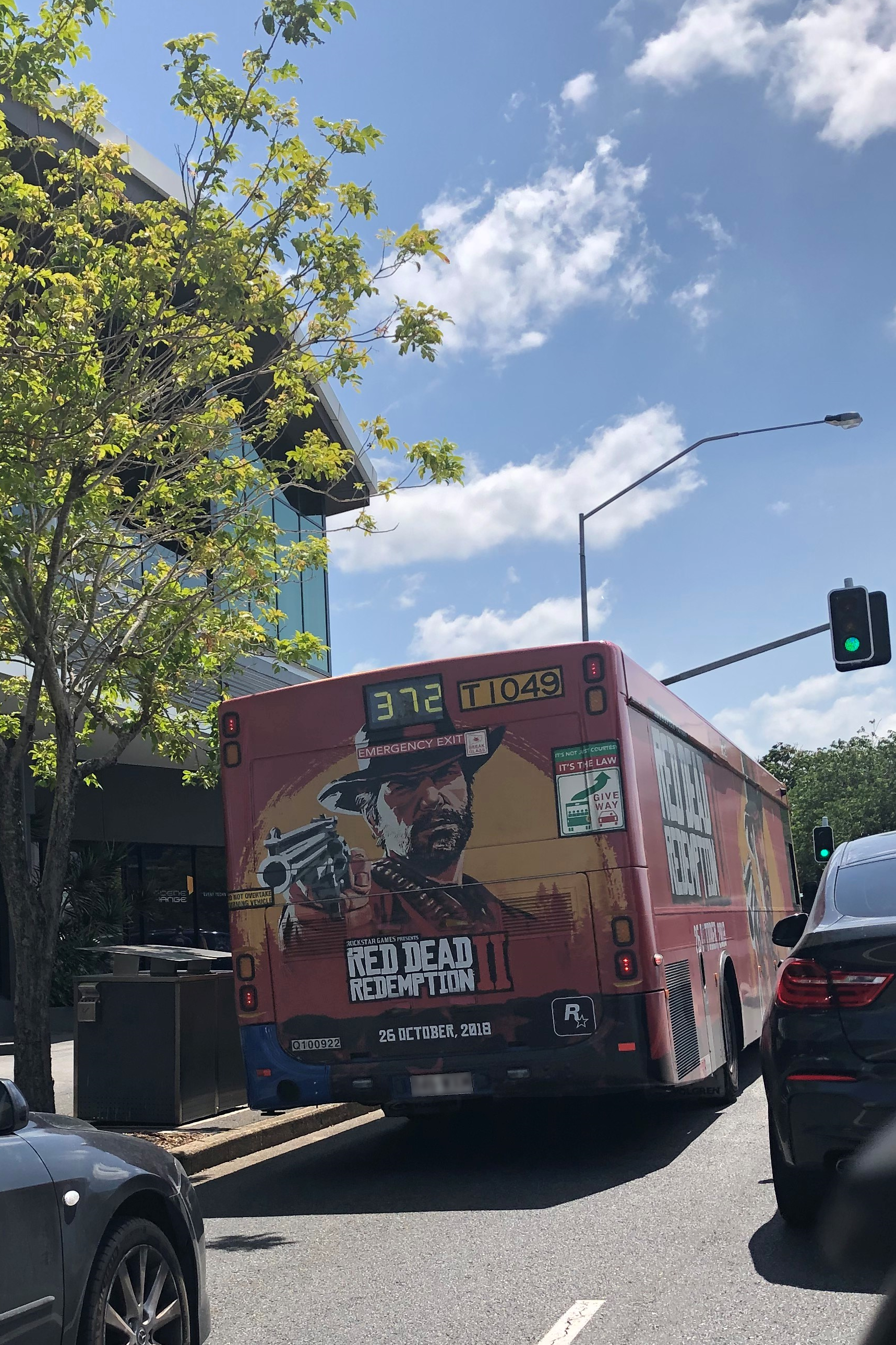
オーストラリアのクイーンズランド州での広告車。

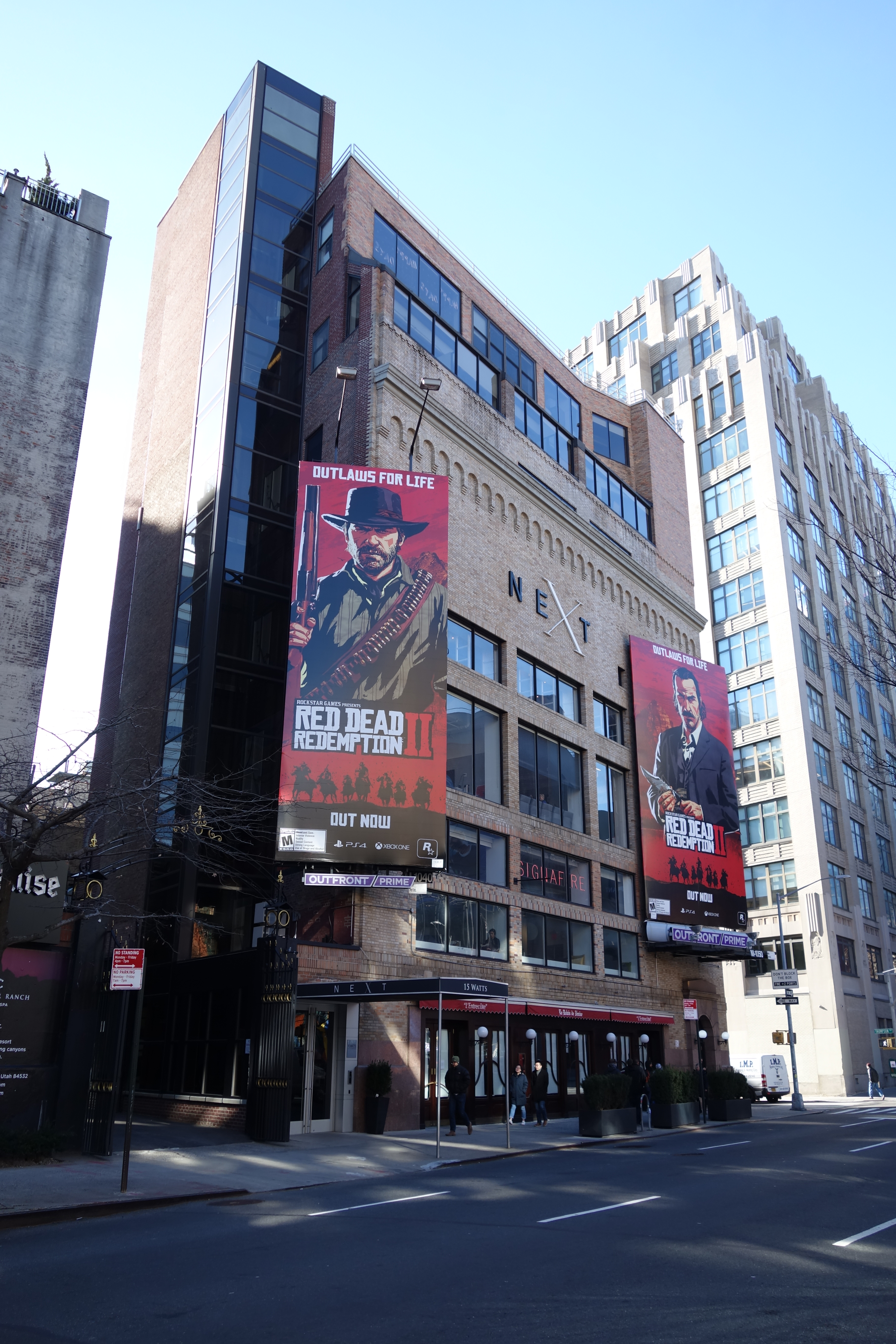
アメリカ合衆国のソーホーに飾られたレッド・デッド・リデンプション2の広告。

2016年10月18日にロックスター・ゲームスが『レッド・デッド・リデンプション2』を2017年秋に発売すると正式発表したが、2017年5月に発売時期を2017年秋から2018年春に延期するとの発表がなされた。その後、発売日を2018年10月26日と発表。
本編発売から約7か月後の2019年5月16日には「レッド・デッド・オンライン」がサービス開始された。

### アメリカ国内での社会現象
アメリカ国内で『レッド・デッド・リデンプション2』発売に渡って、発売日当日には2018年10月26日にアメリカ国内の労働者(社会人)が一斉に仮病で休む又は休暇を入れるという事態が発生。同社の『グランド・セフト・オートV』（2013年）から5年振りの新作などの事で世界中から期待され、2018年で最も休まれた日となった。

## 記録
ロックスター・ゲームス発のビッグタイトルという話題性もあり、発売直後にはテレビゲームとして様々な記録を残した。
- 全エンターテインメント分野において（7億2,500万ドルを超える）史上最も巨大な初週の週末小売販売。
- 全エンターテインメント分野において、前作『グランド・セフト・オートV』に次いで巨大な3日間の小売り販売。
- 2018年で最も巨大なエンターテインメント分野のローンチ。
- PlayStation Network史上最も多く予約されたフルゲーム。
- PlayStation Network史上最も巨大なフルゲームの初日販売。
- PlayStation Network史上最も巨大なフルゲームの発売後3日間の販売。
- 2020年スチームアワードにおいてゲームオブザイヤー受賞。

## メインストーリー
1899年、アメリカ合衆国。開拓時代が終わり、法執行官は無法者のギャングを一掃し始めた。降伏や屈服しない者たちは、次々にその命を奪われていった。
西部の町ブラックウォーターで大掛かりな強盗に失敗した後、アーサー・モーガンとダッチギャングは逃亡を余儀なくされる。連邦捜査官と国中の賞金稼ぎに追われる中、ギャングたちが生き延びるためにはアメリカの荒れた土地で強奪、暴力、盗みを働くしかなかった。抗争に関わるほど、ギャングはバラバラにされる危機に見舞われる。
アーサーは、自らの理想と自分を育ててくれたギャングへの忠誠、そのどちらかの選択を迫られるのであった…。

## 登場する人物
本作後に続役する登場人物は「レッド・デッド・リデンプション#登場キャラクター」を参照。

### ダッチ・ギャング
アーサー・モーガン (Arthur Morgan)
本作の主人公で、ダッチ・ギャングの最古参のメンバーであり、ウェールズ系アメリカ人でもある。1863年生まれであり、本作時点では36歳になっている。アウトローとして殺人等犯罪に慣れているが、「殺人は無暗に行わない」「貧しい者から盗まない」というダッチの教えも順守している。また、お人好しな面もあり、文句を言いつつも頼みを断れない。動物、特に馬が好きなようで他人の馬を優しくなでるシーンが多く挿入されている。
射撃時に周囲がスローモーションとなる「デッドアイ」で射撃の腕前が高いとされる（ミッションの達成で西部開拓時代の伝説のガンマンと呼ばれるビリー・ミッドナイトやフラコ・ヘルナンデス、エメット・グレンジャーやジム・ボーイ・キャロウェイとの決闘に勝利する）。狩猟も上手く、動物の足跡など僅かな痕跡を「イーグルアイ」で探知できる。手先も器用で、手製の弾丸を作成したり、訪れた街や出会った動物や人の絵を書いたり、綺麗な文字で日記を書く習慣がある。トレードマークであるハットは亡き父親の物であり、キャンプのワゴンに父親の写真を貼っている。ワゴンには様々な品を置いており、ダッチギャング結成当時の写真や初仕事である列車強盗の新聞記事の切り抜きなどを持っている。かつて後述のメアリー・ギリスと恋仲であったり、イライザと呼ばれる女性との間に子を儲けていた事があったが、前者では危険な生活に付き合わせることを嫌って自ら別れを告げ、後者では不在時に野盗に襲撃されてどちらも亡くしており、これらの経験が人生観に大きく影響を与えている。同じく孤児であり、ともにダッチに拾われて育ったジョン・マーストンに対しては、ギャングを抜けて出戻りしたことをよく思ってはいないものの、自分とは対照的に幸せな家庭を築いた彼に未来を見出しており、常に安寧を願っている。幼少期に母親を亡くし、無法者であった父も法執行官に射殺されて孤児となったが、14歳の頃にダッチに拾われ、以後はダッチ・ギャングの主力メンバーとしてダッチに従うようになり、ブラックウォーターでの大強盗や各地での犯罪の末にピンカートン探偵社により5000ドルの懸賞金が掛けられるようにもなる。いつの日かギャングの生活から足を洗って平穏な生活を手にしたいと望んでいたが、終盤にて結核に罹患し、自らの死を悟ると自分の人生の意味を考えるようになり、自らの行動によって害を被った者達に懺悔したり、政府から理不尽な迫害を受けていたワピチインディアンを助けるために戦うなど思考や行動が変化し始める。その後は度重なる失敗やピンカートン探偵社の執拗な襲撃により行動が過激化しつつあったダッチのやり方に違和感を覚え始めるが、これまでの人生の大半をダッチに捧げてきたために彼に対する忠誠心こそが自分のすべてであると考え、無益であると感じながらも最後の強盗計画に参加する。その後、ミルトンの襲撃によりアビゲイルが誘拐された際にはダッチの制止を振り切ってヴァンホーン交易所へセイディと共に救出へ向かい、そこでダッチ・ギャングの居場所を密告していたのがマイカであったと知り、この事をダッチに伝えるために馬を走らせるが、既にマイカが根回ししていたために聞き入れられず、逆にジョン共々裏切り者の嫌疑をかけられる。その後はダッチとピンカートンの双方から追われる身となってしまい、激しい銃撃戦の中でジョンを逃がすために足止めとしてその場に留まり、追っ手を全員倒したところで真実を知る自身を抹殺するために現れたマイカと対峙し、決闘の末に息を引き取った。死後はチャールズの手によりアンバリーノ州のバッカス橋付近の高台に埋葬された。墓石の言葉は「山上の垂訓」が由来。高い名誉だとマタイ伝5章6節の前半、低い名誉だとマタイ伝5章4節の全文が刻まれる。
ダッチ・ファン・デル・リンデ (Dutch Van Der Linde)
ダッチ・ギャングのリーダーで、オランダ系又はイングランド系アメリカ人。本作時点では44歳になっている。「貧者や弱者からは奪わない」ことを信条とする義賊を自称しており、詩や哲学の教養を持ち、当時としては珍しく黒人やインディアンを差別しないなど単なる無法者とは一線を画す人物となっている。ギャングのメンバーからはその思想や信条、誰にでも平等に接する人柄を慕われており、皆を導くカリスマとしてギャングを纏め上げている。また、巧みな話術と高い社交性で相手に取り入ることを得意とし、これにより数々の犯罪を成してきた。1855年生まれであり、また、1899年の持ち馬は白（グレー）のアラブ種である。ブラックウォーターでの失敗以降は司法当局から逃れつつもギャングが安住できる地を目指し（タヒチで農園経営が最終目標であった）、様々な計画を立案して資金を稼ごうとするが、その過程で無法者の存在を許さない時代との軋轢に苦しめられたことで徐々に人格が変質していき、それまで隠されていた過激且つ冷酷な側面を見せるようになる。サンドニでの銀行強盗成功後は逃避行中に乗り込んだ船（キューバ島北西部はハバナ行き）が難破したことで強奪した金品のほとんどを失い、グアーマから命からがら脱出した矢先にピンカートンの襲撃を受けるなど立て続けに事件が起きたために精神的に余裕がなくなり、老婆を躊躇なく殺害したりと思考が偏重していく事になる。その後、隠れ家をラカイからビーバーホローに移した後は、一発逆転を図るために列車強盗を計画するが、前回の強盗時に逮捕されたジョンを見捨てようとしたり、果てはアーサーさえも見殺しにしようとするなど非情なやり方が原因でギャングメンバーからも反感を買うようになっていき、遂には列車強盗後にアーサーからマイカがピンカートンと通じていたことを告げられても正反対の主張するマイカを信用したことでダッチ・ギャングの崩壊を招くきっかけを作ってしまう。程なくしてアーサーとマイカの最後の肉弾戦に介入し、二人の主張に寄り添うことをせずそのままどこかへと立ち去る。ダッチ・ギャングの壊滅後はアーサーの仇討ちで、ジョンらがマイカのギャングを襲撃した際にはギャング分裂の恨み言をジョンに述べるが、最終的にはマイカを銃撃して再びその場から立ち去った。
ホゼア・マシューズ （Hosea Matthews）
ダッチ・ギャングの創設メンバーであるイングランド系アメリカ人で、ギャングのナンバー2であり、所謂コンシリエーリでもある。ダッチと比較すると慎重派であるため、晩年の彼の行動を度々諌めている。また、熟練した詐欺師・紳士・盗人の一面を持ち、知的且つ頭の回転が速く、口が上手いため、アーサーを始めとしたギャングの皆からも慕われている。アーサーとは非常に仲が良く、2人で狩りに出かけたりしている。また、持ち馬はシルバーのトルコマンである。1870年代にシカゴに向かう途中でダッチから盗もうとしたことがきっかけでギャングに加入したが、ギャングの隠れ家がスカーレット・メドウズに移った後はグレイとブレイスウェイトの抗争を利用して双方から利益を得られるように画策し、密造酒の強奪やたばこ畑への放火などあらゆる行動を起こす。その後、ブロンテが亡くなった後はその空隙を狙ってサンドニの国立銀行への強盗を計画し、自身の策が裏目に出続けたことで逡巡していたダッチを説得した上で実行に移した。決行時にはダッチ率いる強盗の実行部隊とは別行動を取り、陽動のために無関係の場所で爆発騒ぎを引き起こしたが、一連の動きを読んでいたミルトンがピンカートン探偵社の捜査員を率いて迅速に動いたことで逃亡に失敗して捕まってしまい、銀行からの脱出寸前に人質となった上に見せしめとして射殺された。死後はサンドニから程近くの場所に同じく銀行強盗で射殺されたレニーと共に埋葬された。
チャールズ・スミス (Charles Smith)
メンバーに入りたての新参者。正直且つ物静かであるが、インディアンで神聖視されているバイソンの乱獲現場を目撃するや否や激昂して猟師を射殺するなど自身のルーツであるインディアンの教えを大切にしている。また、黒人の父とインディアンの母を両親に持つが、13歳からは一人で生きてきており、自らの人生を「逃亡の人生」と称している。ソードオフ・ショットガンと弓矢を使用している。また、1899年の持ち馬はアーサーから譲り受けたブランケットに細かな濃い斑のアパルーサ、1907年の持ち馬はサビノのノコタである。ワピチインディアンと懇意にしており、雨の到来の求めに応じてアーサーと共にフェイバーズ大佐による先住民族迫害に抵抗するが、コーンウォール灯油タール精製所の戦いの後はダッチ・ギャングを離脱すると同時にワピチインディアンの移住の手助けの為に彼らと行動を共にすることを決めてアーサーと別れた。アーサーの死後は彼の訃報を知って舞い戻り、アーサーの遺体とマイカに殺されたスーザンの遺体を埋葬した。ダッチ・ギャングの壊滅後はサンドニで賭けボクシングの八百長で生計を立てていたが、ジョンと偶然再会したことによりビーチャーズホープの農場を手伝うこととなる。 その後、ジョンやセイディと共にアーサーの仇討ちに向かい、途中で撃たれて重傷を負うも生還した。エピローグ後はジョンとアビゲイルの結婚式に参列し、最終的には平穏な暮らしを求めてカナダへと渡って行った。
マイカ・ベル (Micah Bell)
ダッチ・ギャングのトラブルメーカー。犯罪者であった父親の影響を受けて無法者として育ったため、自己中心的で不遜且つ卑怯である一方で、合理的判断力を持つ。ダッチには忠実で庇われているが、アーサーやホゼアを始めとした他のメンバーからは嫌われ、余り信用されていない。銃の腕前には優れており、2丁のダブルアクションリボルバーを使いこなす。また、持ち馬は青毛のミズーリフォックストロッターである。1898年にダッチと出会い、ダッチ・ギャングに入った新顔。加入後は粗野な言動と行動を見せつつもギャングのために強盗を行ったり、コルム一味やグレイ家など敵対者との戦いでアーサーらと共闘していたりとギャングの一員として活躍していたが、グアーマ脱出後はダッチ・ギャングを裏切ってピンカートンに寝返り、ギャングの居場所を逐一ミルトンらに密告した。その後、精神的に不安定なダッチに取り入るようにして発言力を増し、クリートとジョーをギャングに加入させ自分の派閥を増やす。陸軍との戦いの中でジョンが負傷して列車から転落した際に自ら助けに行くことを申し出たが、実際には助けに行かずにジョンが死んだと嘘の報告をし、更にはジョンの妻であるアビゲイルがミルトンに連行されたことを知って救出へ向かおうとするダッチを説得した上で救出を妨害するなどアーサーやジョンらを排除しようと目論むようになる。終盤では個人的な宿敵であるアーサーを葬るために対峙。ダッチが予想に反してアーサーを殺さずその場を離れ激怒しつつ逃亡（展開は選択と名誉レベルにより分れる）ダッチ・ギャングの壊滅後は新たなギャングを立ち上げており、エピローグ時点（1907年）ではダッチをも配下に置き、ハーゲン山を根城に勢力を拡大させていたが、居場所を掴んだジョンらの仇討ちにより襲撃される。その後は負傷したセイディを人質に取りながらもジョンと対峙するが、8年前と同じように加勢しに現れたと思われたダッチに銃撃され、最後は怯んだ隙にジョンによって射殺される因果応報の末路を遂げた。
セイディ・アドラー (Sadie Adler)
アンバリーノ州コルターの近くで夫のジェイクと共に農場を経営していた女性。非常に勝気な性格で、敵を目の前にすると極めて攻撃的かつ好戦的な性質が露わになる。敵と見做した相手には容赦がなく、特に夫と家を奪ったコルム一味に対しては強い憎悪を燃やしている。また、1899年の持ち馬はダップルのトルコマン、1907年の持ち馬は粕毛のマスタングである。序盤でコルム一味に夫を殺され、家を乗っ取られたが、やって来たアーサー達に救助された。その際にマイカに乱暴されかけたこともあって、当初こそ仇であるコルム一味と同じギャングであるアーサーたちを信用せず塞ぎ込んでいたが、接していく内に心を開いてギャングの仕事を手伝い始め、そのままダッチ・ギャングの一員となる。しかし、他の女性陣がやるような仕事が肌に合わずサイモンと揉めたことを切っ掛けに戦闘技術等を高め、ギャングの主戦力に加わる。アーサー編の最後のミッションではアビゲイルがミルトンに捕らえられた報を聞き、ギャング内で唯一助けに向かうアーサーの行動に加勢し、アビゲイル救出後はそのまま彼女と二人で安全な場所に向かい、ギャング分裂とピンカートンの襲撃から免れた。ダッチ・ギャングの壊滅後は賞金稼ぎとなっており、幾度かジョンと共に仕事をこなした。その後はアーサーの仇討ちも兼ねてマイカへの復讐の機会を狙っており、ジョンやチャールズと共にハーゲン山の根城に赴き、途中で刺されて重傷を負うも生還した。エピローグ後はジョンとアビゲイルの結婚式に参列し、最終的にはイケメンの金鉱労働者と結婚すると言ってブラジルへと渡って行った。
ハビア・エスクエラ (Javier Escuella)
前作にも登場したメキシコ・ヌエボパライソ出身のギャング。母語がスペイン語なので英語の発音に不満を持っている旨の発言をアーサーにしている。また、1899年の持ち馬はグレーオベロのアメリカンペイントである。腐敗した政治に反発して反政府活動に身を投じる中で女性を取り合ってメキシコ陸軍将校を殺し、アメリカに亡命するが、英語を喋れずに鶏を盗もうとしたところをダッチと出会い、ダッチ・ギャングに入る。終盤ではアーサーがダッチと対立した際にダッチ側に回るが、アーサーやジョンに銃を向けなかった。
ジョン・マーストン (John Marston)
前作『レッド・デッド・リデンプション』の主人公で、スコットランド系アメリカ人。本作では26歳。妻のアビゲイルと息子のジャックと共にキャンプで生活しており、周囲から気に掛けられている。また、アーサーとはダッチ・ギャングの初期メンバーとして数々の犯罪を共に行ってきたため、一時的な反目はあったものの、お互いに認め合っている。1899年の持ち馬は鹿毛のハンガリアンハーフ、1907年の持ち馬（初期）は青鹿毛の雌のサラブレッドである。10代の頃にイリノイ州で盗みに失敗して捕まったところをダッチに助けられ、彼に育てられた。終盤ではアーサー共々裏切り者の嫌疑を掛けられて追われる身となってしまい、それでも彼と共に共闘したが、最終的にはアーサーに促される形で彼より所持品と帽子を授かり、たった一人逃げ延びる。アーサーと別れる直前に離れ離れになったアビゲイルとジャックの居場所を伝えられ、ゴールドラッシュで家族を養う。
本編終了後のエピローグ（1907年）でプレイヤーキャラクターとなる（デッドアイ等）。ビーチャーズホープで自宅と牧場を創設し、その過程でアビゲイルにプロポーズする。その後、再会したセイディやチャールズと共にアーサーの仇討ちに向かい、最終的にはマイカを射殺して復讐を果たした。エピローグ後はアビゲイルと結婚し、牧場を営むこととなる。
サイモン・ピアソン (Simon Pearson)
キャンプのコックであり常にキャンプの食糧不足に悩まされている。社交的であるが話が長く、いつも自分の海軍時代の武勇伝を語ろうとする。また、肥満体型である。捕鯨が家業の家に生まれ、家業を継ごうとするが、石油業が盛んになったためにマッコウクジラの鯨油の需要が無くなり、海軍に入っても「海に出て何かを捕まえないのは何か違う」と思い続け、最終的にはダッチとの出会いによりダッチ・ギャングのメンバーになる。終盤ではダッチ・ギャング崩壊の危機を悟りギャングを離脱したため、ピンカートンの襲撃を免れることになった。ギャングの壊滅後は結婚し、ルモワン州ローズにて雑貨店を営む。店にはダッチ・ギャングのメンバーの集合写真を飾っている。
アビゲイル・ロバーツ (Abigail Roberts)
ジョン・マーストンの内縁の妻。息子のジャックを何よりも大切に思っており、決してジョンのような無法者にしまいと意気込んでホゼアに頼んで読み書きを教えるなど教育ママぶりをキャンプでは発揮しているが、一方ではジョンの事も表面上は役立たずなどと罵りながらも深い愛情を持っており、一刻も早く危険なギャング生活から足を洗うことを切望している。また、ギャング内ではマイカやビルといったギャングメンバーに好かれている。文字の読み書きができず、ジャックに小説や新聞を朗読してもらっている。また、大衆酒場と売春で稼いで生活している。終盤ではピンカートン探偵社の襲撃により連行され、ヴァンホーン交易所で殺人罪の審理を受けていたところをアーサーに助けられるが、背後から現れたミルトンとアーサーが乱闘となった際にはミルトンを射殺してアーサーを助けた。その後セイディと共にアーサーと別れ、ピンカートンからの襲撃を免れた上アーサーに逃がされたジョンとも合流したと思われる。ダッチ・ギャングの壊滅後はエピローグ（1907年）にて一時期ジャックを連れてジョンと別居するが、後にビーチャーズホープで牧場を創設したというジョンの知らせを受けてジャックと共に彼の元に戻る。その後、ジョンからプロポーズされ、エピローグ後は結婚式を挙げる。
ジャック・マーストン (Jack Marston)
ジョンとアビゲイルの息子。1895年生まれであり、本編登場時は4歳になっている。ギャングのメンバーや母親のアビゲイルに守られつつもアーサーやジョンらの配慮によりギャングの暴力的な面に触れさせないように育てられてきたため、花摘みや読書を好むなど大人しい性格となっているが、1899年時点ではジョンよりもむしろアーサーに懐いており、一緒に釣りに出かけたり本をもらったりしている。ブレイスウェイト家の策略により誘拐され、一時的にサンドニのブロンテ邸に軟禁されるが、アーサーらにより救出された。ダッチ・ギャングの壊滅後は1907年（12歳）にてビーチャーズホープでジョンが牧場を開いた際に彼から馬術や射撃を教わる。
おじさん (Uncle)
前作にも登場した老人。本名不明で、キャンプ内では「おじさん（Uncle）」とそのまま呼ばれている。米国南部の地理や建築などに詳しいが、「ターミナルランバゴ」なる架空の病気を理由に労働を拒んでいる。他のメンバーと比べて狩りや出稼ぎに行く事が少ない上に酒を浴びるように飲んでは寝てばかりいるため、キャンプのお荷物扱いになっている。また、若い頃にアフリカの奥地で神として崇められていたなどといった真偽不明の与太話をしては周囲を辟易させている。ただし、その気になれば一通りの仕事をこなせるだけの戦闘技術や身体能力はあり、底抜けに明るい性格で一味のムードメーカーとして機能していることもあってか、なんだかんだ追い出されずに済んでいる。また、1899年の持ち馬はサビノのアメリカン・サドルブレッド（ケンタッキーサドル）、1907年の持ち馬は斑点がある河原毛のサフォークパンチである。孤児且つ若くして売春婦として働いていたアビゲイルをギャングに誘う。終盤ではダッチの狂乱に加えてピンカートン探偵社の襲撃が激しさを増すと忽然を姿を晦まし、以後は行方不明となるが、ダッチ・ギャングの壊滅後は1907年にてジョンとブラック・ウォーターで再会し、ビーチャーズホープの牧場に半ば強引に居候することとなる。
キーラン・ダッフィー (Kieran Duffy)
ダッチの命令で捕らえられたコルム一味の男で、アイルランド系アメリカ人。両親をコレラで亡くしており、馬屋で働いて得た技術を活かして生きてきたという経歴を持っている。また、持ち馬は粕毛のテネシー・ウォーキングホース（テネシーウォーカー）である。当初は木に縛り付けられて尋問される日々を送っていたが、コルム一味の残虐な生活に嫌悪を抱き、ダッチ・ギャングに協力的であったために仲間として認められる。その後、ギャングがシェイディベルへ移転した後はコルム一味に捕まり、壮絶な拷問を受けた末に耐え切れずに隠れ家の場所を話してしまい、最後は用済みになったとして斬首された。死後はシェイディベル屋敷の程近くに埋葬される。
ビル・ウィリアムソン (Bill Williamson)
本名マリオン・ウィリアムソン。前作にも登場したダッチ・ギャングのメンバー。短気で荒っぽい性格で、考えるよりも行動が先にくるタイプであると同時に頭を使うことも余り得意ではなく、そのことを度々仲間に咎められたりバカにされたりすることに悩んでいるが、後述する犬のカインをかわいがる等の気の良い面も見られる。また、1899年の馬は茶色に近い粕毛のアルデンヌである。1892年12月27日付で軍から殺人容疑で除隊処分を書状で受け、放浪の後はダッチに拾われ、ダッチに忠実なガンマンとなる。その後、ギャングが分裂の局面を迎えた際には最後までダッチの肩を持ち、ダッチに盾突くアーサーを咎めていたが、最終的には行方を晦ました。
スーザン・グリムシャウ (Susan Grimshaw)
ギャングの古株の中年女性。働き者且つマナー違反が嫌いで、キャンプでは作業をしていない女性陣を叱り飛ばしたりしている。また、ポンプ式ショットガンを所持しており、何か起きた時には自ら武装して立ち向かう姿が見られる。アーサーを良くポーカーやドミノに誘っている。また、昔はダッチと付き合っていた。モリーが酒に酔ってギャングの居場所をミルトンに密告していたと暴露した時にはアーサーに諫められたダッチに代わり、掟に基づいてその場でモリーを射殺した。終盤ではアーサーがマイカが黒幕であることを暴露したことでギャング内が一触即発となった際にはアーサー側につくが、最後は隙を突いたマイカに撃たれて死亡する。死後はチャールズの手によりニュウハノーバー州のヴァンホーン交易所から少し離れた付近の高台に埋葬された。
オービル・スワンソン牧師 (Reverend Orville Swanson)
モルヒネ中毒者である牧師。酒や娯楽にハマって教会を抜けており、過去にダッチの命を救って以来はギャングの死人看取りなどを担当している。また、普段はよく酒を飲み過ぎ、それが原因で面倒に巻き込まれる事もある。物語が進行するにつれて自分を悲観するようになり、酒を止めて真っ当な人生を送ろうと決意する。その後、ギャングの分裂により消息不明となっていたが、後に敬虔な牧師として認められ、ニューヨーク市初の会衆派教会の牧師となったことが新聞で報道された。
レニー・サマーズ (Lenny Summers)
19歳の黒人青年。アーサーと良くつるんでは馬車強盗や民家強盗を行っており、未熟な面があるために彼から子ども扱いされることが多々あるが、それでもアーサーからは気に入られており、彼から「お前と仕事をするのは楽しい」といった旨の発言をされている。また、ギャングの隠れ家の見張りとして立っている姿が多く見受けられる。アメリカ合衆国憲法修正第13条だけではアメリカ合衆国の人種差別はなくならないことを痛感している。また、1899年の持ち馬は月毛のマスタング。である。奴隷であった父と叔父に習いながら本を読んで読み書きを勉強したが、15歳の時に父親が泥酔した暴漢に殺され、仕返しとしてその暴漢を殺したことで無法者になる。サンドニでの強盗では逃走していたところを法執行官に射殺。死後は同じく射殺されたホゼアと共に埋葬された。
カレン・ジョーンズ (Karen Jones)
ギャングのメンバーである女性。豊満な肢体が自慢で、大抵は誰でも吞み潰せてしまうというほどの酒豪。色仕掛けや詐欺を得意とし、銃器の扱いにも卓越している。男性陣にも躊躇なく混ざって騒ぐことが出来るほど豪快で天真爛漫な性格の持ち主だが、気分屋で直情的なため、奔放な立ち振る舞いを度々咎めて来るスーザンとは仲が悪い。現在の辛い放浪生活さえも前向きに受け入れて楽しんでいるが、一方でティリーやメアリー＝ベスほど若くないことを気にしたり、辛いことがあると酒に逃げがちになるなどの繊細な一面を併せ持っている。1899年の持ち馬は青毛のノコタである。しかし、ダッチ・ギャングが追い詰められていくと次第に酒に溺れるようになって泥酔している姿が目立つようになり、一味の崩壊が迫ると行方を晦ました。その後はティリーからのジョンへの手紙に記載があるのみで詳しい消息は判明していないが、ティリーによると酒にやられて再起不能になってしまった可能性が高いという。
ティリー・ジャクソン (Tilly Jackson)
ギャングのメンバーである黒人女性。賢明で、明るく、信頼できる。また、問題事は自分で解決し、意見は恐れずに話す。12歳の時に黒人ギャングのフォアマンブラザーズに拉致され、それでもギャングの一人を殺して命からがら家に帰るも母は死亡しており、後にダッチに拾われて読み書きを教わながら育つ。終盤ではアーサーの計らいでジャックを連れてギャングを離れ、その後無事にアビゲイルとジョンと共にジャックを再会させることができたと思われる。ダッチ・ギャングの崩壊後はルモワン州のサンドニで弁護士の男性の妻となり、子も身籠っている。
メアリー＝ベス・ガスキル (Mary-Beth Gaskill)
ギャングのメンバーである女性。気立ての良い容姿を利用して犯罪を行う詐欺の達人。また、小説家に憧れており、物語の執筆や読書を趣味とする。孤児院を抜けてスリとなり、後にダッチ・ギャングに入る。心境の変化に戸惑うアーサーを気に掛けており、度々相談相手となって彼を支えた他、キーランとは親密な関係を築きつつあったが、ほどなくコルム一味の報復で死に分かれることとなってしまった。ダッチ・ギャングの崩壊が迫ると行方を晦まして離脱した。ダッチ・ギャングの崩壊後はエピローグにて夢だった小説家となっており、ニューハノーヴァー州のバレンタイン駅でジョンと再会を果たした後、列車で旅立っていった。
モリー・オシェア (Molly O'Shea)
ダッチの恋人で、ダブリン出身のアイルランド系アメリカ人女性。裕福な家の生まれで、女性陣の中では唯一上流階級の振る舞いを心得ているため、ダッチらが社交場に向かう場面で同行することもある。一方でキャンプでは仕事もほとんどせず、最も設備の整ったダッチのテントで比較的恵まれた生活を送っている。この特別待遇を正面切って批判する者は居ないが、陰でカレンに「お高い人」と小馬鹿にされているなど、一部のメンバーには内心不満に思われている。度重なる逃亡生活により精神的に不安定になっており、ダッチとの口論が絶えなくなった為に彼への不満を募らせた末にミルトンにダッチ・ギャングの隠れ家を密告し、この事を泥酔状態で大笑いしながらダッチに宣言して煽ってダッチを激昂させるが、キャンプの掟に従ったスーザンによって射殺された。。
レオポルド・ストラウス (Leopold Strauss)
オーストリア人のギャングの会計責任者。民間人に対する高利貸しも担当。ウィーンで貧しい生活を送り、17才で渡米して詐欺で生計を立てていたが、後に庇護目的でダッチ・ギャングに入る。アーサーに借金の回収を依頼するが、返済が見込めなそうな貧しい人々にも暴力で回収する事にアーサーは嫌気が差していく。ビーバー・ホロウにキャンプが移った後は手切れ金を持たされ追い出されてしまう。古参だった彼の突如の追放は一味の士気低下に拍車を掛ける結果に繋がった。ダッチ・ギャングの壊滅後はエピローグにてチャールズの口からピンカートン探偵社により拘束されて酷い目に遭わされた上に獄中で死亡したことが語られたが、手酷く追放されたのに死ぬまでダッチ・ギャングの情報だけは吐かなかったそうで、ジョンたちからも「意外に気骨がある」と再評価されている。
ショーン・マグワイア (Sean Macguire)
ギャングのメンバーであるアイルランド系アメリカ人。話術に長けており、盗みも器用にこなす。アーサー達からムードメーカー的存在として可愛がられている多弁なお調子者だが、軽口・減らず口も絶えない生意気な性格と軽率さからマイカに次ぐトラブルメーカーともなっており、ウザがられている面もある。同年代にしてダッチ・ギャング加入時期も近いレニーとは仲が良い他、アーサーのことをブリトン人の王と同じ名前という理由でイングリッシュマンと呼んでいる。フェニアン主義者の父親がいたが、1889年6月にボストンで銃殺されている。また、1899年の持ち馬は河原毛のスタンダードブレッド（アメリカンスタンダード）である。3日何も食べられずにいたら偶然ダッチを見つけ、食べ物を盗もうとダッチに銃を突き付けるも先に気付かれて銃から弾丸を抜かれてしまい、それでも笑って食べ物を差し出されたことがきっかけでダッチ・ギャングに入る。ブラックウォーターでの強盗後はギャングと離れて放浪した。その後、ローズにてグレイ家の手下に射殺された。死後はルモワン州クレメンスポイントの程近くに埋葬される。
ジョサイア・トレローニー (Josiah Trelawny)
イングランドの出身であるギャングの協力者。表向きの顔は派手な服装のマジシャン、素顔は詐欺師となっている。また、持ち馬は豹文のアパルーサ「グウィディオン」である。ギャングにいつも良い情報や良い仕事をもたらすため、外部協力者の中でも格別の優遇を受けている。当初は独自に行動していたが、敵対者に活動実態やダッチ・ギャングとの繋がりを嗅ぎ付けられて命を狙われるようになったため、庇護を得るためにダッチ・ギャングに合流した。しかし、ダッチ・ギャングの崩壊が迫ると荷物を纏めて一足早く逐電し、一番最初の自主的脱退者となった。その後の消息は一切判明していない。
カイン (Cain)
キャンプがクレメンス・ポイントに移ってから一味に加わるオスのカタフーラ・レパード・ドッグ。元は野良犬であり、不意にクレメンス・ポイントのキャンプに現れた所をジャックによって発見され、ダッチによって「カイン」のような悪事を働いたために野良犬になってしまったのだろうとの推測で同じ名を付けられる。ビルら一味のメンバーからはかわいがられているものの、マイカからは寄生虫の塊等と罵られたり動物虐待的な扱いを受けている(プレイヤーの選択によってはアーサーからも同様の扱いを受ける)。キャンプがビーバー・ホロウに移ってから行方不明となり、マイカの発言からおそらく彼によって殺害されたと思われる。
メアリー・リントン旧姓ギリス (Mary Linton née Gillis)
アーサーのかつての恋人。付き合っていた頃はアーサーから婚約指輪を贈られるなど仲睦まじく、ダッチ・ギャングのメンバーとも交流があった。しかし、堅気の仕事に就こうとしないアーサーが父親から疎まれたことと、家族を捨ててまで命懸けの日々に身を置くギャングと添い遂げる決心が着かず、アーサーの方から別れを促されたこともあって破局。結局別の男性と結婚したようであるが、ゲーム中では先立たれ未亡人となっている。ダッチ・ギャングの女性陣の多くはメアリーを「身勝手な女」と評して余り快く思っておらず、特にスーザンなどはアーサーの前でも「愚かな女」「気に食わない女」とはっきり詰るほど嫌っている。チェロニアなる新宗教に入信してしまった弟や家財道具や母親の形見を右から左へ質に入れて酒とギャンブル中毒に陥った父親を助けてほしいとアーサーに手紙を出す。問題を解決するとアーサーをデートに誘い、プレイヤーの選択によっては堅気のカップルのように劇場でショーを楽しみ、別れ際に駆け落ちをしようと発言する等未だアーサーへの思いは強いことがわかる。最終的にはアーサーが世間を騒がせる大事件を何度も引き起こした犯人の一人であったことを知り、婚約指輪を彼に送り返して決別を決心する。この婚約指輪はジョンへと渡り、アビゲイルへの婚約指輪として使用されることとなる。エピローグ後は黒服に身を包み喪に服してアーサーの墓の前で悲しげな表情を浮かべている。
ジョー (Joe)、クリート（Cleet）
ビーバーホローにて、死亡したメンバーの穴埋めとしてマイカの紹介で加入した二人組。マイカがダッチ・ギャング加入前につるんでいた「古い友人」とのこと。
両者とも腕利きのガンマンだが、トラブルメーカーのマイカがダッチの狂乱に乗じて引き入れた元仲間という怪しい経歴から、彼らの加入は既存メンバーの大きな不審と不満を招き、ダッチ・ギャングの崩壊の加速に拍車を掛けることとなった。最後の列車強盗ではメンバーの一員としてアーサーたちと共闘するも、ダッチ・ギャングの崩壊が決定的となった場面においては、ダッチやマイカと共にピンカートンの襲撃部隊を捌きながら、アーサーとジョンを執拗に追撃した。その後はマイカに従って彼の結成したギャング団の一員となっていた。エピローグでは、クリートはマイカの残虐さに着いて行けなくなって袂を分かったらしく、ストロベリーでの滞在中にジョン、セイディ、チャールズらに捕えられ、マイカのアジトの位置を吐かされた後に絞首台で縊死させられるか、見逃せばセイディによって射殺される。ジョーは最終決戦の最中に部下を率いてジョンを迎え撃つも、敗れて戦死した。

### ピンカートン関係者
レビティカス・コーンウォール (Leviticus Cornwall)
並居る著名人と並んでシガレットカードにも載っているほど国内で名を挙げているやり手の実業家。鉄道業や石油業を中心に様々な事業を行っている他、各地で油田開発も行っており、ワピチインディアン居留地の開発を進めるためにフェイバーズ大佐に依頼して先住民族を迫害させている。また、ピンカートン探偵社に多額の出資を行っており、必要とあらば捜査官を動かせる権力を持つなどグランド・セフト・オートVに登場したデビン・ウェストンとの類似性を指摘されている。自身の所有する列車がダッチ・ギャングの強盗被害に遭ったため、復讐のためにミルトンやロスなど多くのピンカートン探偵社の捜査官にダッチ・ギャングを執拗に追わせていた。追跡を止めるべく反撃に動いたダッチ・ギャングにアンズバーグで待ち伏せを受け、この場で危害を加えず見逃すことと今後コーンウォールの財産に手を出さないことを条件に国外への脱出手段と1万ドルを要求されるも、拒絶したことで突如発砲したダッチに呆気なく射殺された。
アンドリュー・ミルトン (Andrew Milton)
ピンカートン探偵社所属の上級捜査官で、前作に登場したエドガー・ロスの師。ロスと同様に無法者をとことん軽蔑しており、また先住民や黒人であるレニーに対して差別的な言葉を投げかけるなど人種的な偏見も持っていたようである。また、コーンウォールからの資金援助により法の範囲内でしうる最大限の行動を許可されており、大兵力を用いた攻勢の他に誘拐や内通者を使った密告など謀略にも事欠かない。コーンウォール及びアメリカ政府の依頼によりダッチの首を執拗に狙うため、ダッチ・ギャングの行方を追跡しており、ダッチの身柄と引き換えに他のギャングメンバーの免罪と安全を保証するといった交渉の余地を残した方法を採っていたが、それに従わない彼らに苛立ち、次第に恫喝的な行動を取るようになる。その後、ダッチ・ギャングの本拠地がラカイに移った後の襲撃ではもはや逮捕ではなくメンバーを全員射殺しようと画策した。しかし、徐々に追い詰めていったとはいえ結果的に襲撃作戦の失敗で取り逃がし続けたということでもあり、捨て駒に近い扱いをされている末端の部下たちからは不満を抱かれており、嵩み続けるばかりの費用と人員の犠牲に業を煮やしたコーンウォールからの信頼も失っていくこととなる。その後、ダッチ・ギャングの主要メンバーがビーバーホローを留守にしている隙を突いて拉致したアビゲイルをヴァンホーン交易所に連行し、殺人罪その他の容疑で審理と称した尋問を行うが、救出に赴いたアーサーとセイディに奇襲を受け、アーサーと揉み合いになった末にアビゲイルに射殺された。
エドガー・ロス (Edgar Ross)
前作にも登場したミルトンの助手探偵で、冷酷な現実主義者。前作とは違ってセリフが極めて少なく、登場回数も僅かなため、人間性がやや掴みづらい。また、師であるミルトンとは社会思想こそ共通していたものの、その他の点での両者の関係は曖昧であり、彼を師として尊敬していたかどうかなどは不明である。終盤では死亡したミルトンに代わってピンカートンの追撃部隊を指揮してジョンとアーサーを追い詰めるも、結局逃げられてしまう。ただその僅かなセリフから、嫌味たらしい性格はこの頃から持ち合わせていたことがうかがえる。当初はピンカートン探偵社の探偵という立場にあったが、物語終了後に捜査局という政府機関へと身を移しており、エピローグ後は独自にジョンの居場所を特定する。

### 敵対者
コルム・オドリスコル (Colm O'Driscoll)
ダッチ・ギャングと敵対関係にあるギャング組織「コルム一味」のボス。過去に何度か法執行官に逮捕されたことがあるが、その度に部下達の助けで逃亡に成功している。かつてダッチと共にダッチ・ギャングを設立したが、後にダッチが自身の兄弟を殺してしまい、その報復として当時のダッチの恋人を殺害したため、袂を分かつこととなる。その後は新たなギャング団であるコルム一味を設立し、以来はダッチ・ギャングと長年抗争を続けるようになる。その後、アーサーを狙ったブラフとしてダッチに休戦を持ち掛け、狙撃手として別行動していたアーサーを拉致して凄惨な拷問を行う。終盤では司法当局に捕まって死刑を宣告され、それまでと同様に部下が刑執行現場を襲撃して救出する計画が練られていたため、本人も承知で楽観的な態度で臨んでいたが、セイディらの妨害により救出要員の部下が全員倒され、刑執行の直前で縄を狙撃するはずだった狙撃手がアーサーに変わっていることに気付き、最後は一転絶望しながら絞首刑が執行された。
アンジェロ・ブロンテ (Angelo Bronte)
表向きは実業家を装っているイタリア系マフィアのボス。狡猾な性格で、「服を着たトカゲ」と揶揄されているが、一方ではブレイスウェイト家から預かったジャックにおもちゃやイタリア料理をふるまったり、簡単なイタリア語を教えるという一面も持っている。また、サンドニの屋敷を拠点に活動しているため、サンドニの市民には名前が知れ渡っており、また市長主催のパーティーにまで招待される程ではあるが、市長からはあまり快く思われていない。多くの政府高官とパイプを持っており、資金調達や犯罪ビジネスに利用している。また、自身の犯罪家業を捜査していた警察官が不審死を遂げるなど黒い噂が絶えないものの、警察署長らとも癒着しているために決して摘発されることはない。協力を申し出たダッチ・ギャングを陥れようとするが、アーサーらによって邸宅を襲撃されて捕らえられ、その際にダッチらを罵倒したことで激昂したダッチによって溺死させられる。死後、遺体はワニに食べられた。
アルベルト・フサー (Alberto Fussar)
アーサーやダッチ達が漂着した孤島「グアーマ島」の支配者。見た目や性格、立場などが前作に登場したメキシコ軍のアジェンデ大佐に酷似している。また、アグアドルセに砦を構えており、大勢の私兵を従えている。島に漂着したアーサー達が賞金首のダッチ・ギャングであることを知って捕えようと画策し、アーサーらが島から脱出しようとした時にはそれを妨害するためにキューバから呼び寄せた軍艦を嗾けるが、最期は立てこもった塔にアーサーによって砲弾を撃ち込まれて爆死した。
ヘンリー・フェイバーズ(Henry Favours)
ニューハノーバー州フォート・ウォレスの部隊を指揮下に置く米陸軍大佐。コーンウォールとも密接な繋がりを持ち、ワピチインディアン居留地から先住民族を追い出そうと目論んでいるが、またワピチ族とは何度も和平協定を結んでいながらも一方的な言いがかりにより破棄し続けていた。また、南北戦争での戦功により名を挙げたとされるが、「High-tail Favours（逃げ腰フェイバーズ）」との蔑称があり、戦果詐称疑惑がある。コーンウォール灯油タール精製所の戦いにおいて鷲の飛翔に重傷を負わせ、次にアーサーを狙うが、返り討ちに遭って射殺された。

### グレイ家
タビッシュ・グレイ (Tavish Gray)
スカーレット・メドウズ東部を長年治めてきた名家「グレイ家」の当主。タバコやトウモロコシの畑を中心とする農場「カリガホール」を所有している。また、ローズの町の要職にグレイ家出身者を就かせることでローズを牛耳っている。ダッチ・ギャングを使ってブレイスウェイト家との抗争を有利に進めようとしていたが、ホゼアの策略で自身が所有するタバコ畑が焼き払われたことで目論見に気付き、彼らに復讐しようと画策する。その後はローズの保安官事務所へ彼らを誘い込み、部下に奇襲させるが、激しい銃撃戦の末に殲滅に失敗して一家の構成員の大半を失ってしまい、これにより同時期に当主が殺害されたブレイスウェイト家と同様に勢力を急激に落とすこととなった。その後、ローズでの戦いの後は調査を依頼していたエディンバラ大学の歴史家からの報告によりグレイ家の祖先であるロス・グレイがスコットランドを追われた清きジャコバイトと敵対するカンバーランド公爵の間諜であったという事実を知り、今までグレイ家の始祖がジャコバイトだと信じ込んでいた事が間違っていたと絶望し、最後は自宅のポーチで自殺した。
リー・グレイ (Leigh Gray)
ローズの駐在所に勤務する保安官で、タビッシュの弟であり、ボーの伯父に当たる人物でもある。アルコール中毒者であるだけでなく、立場を利用してグレイ家に利用しようとするなど腐敗している。アーサーらと結託してブレイスウェイト家の密造酒ビジネスを妨害するなど当初はダッチ・ギャングと協力し合っていたが、タバコ畑への放火でブレイスウェイト家への利敵行為が露見するとローズで彼らを待ち伏せして始末しようと画策する。その後、ビルを人質にするもアーサーまたはマイカによって射殺された。
ボー・グレイ (Beau Gray)
本名ボーリガード（Beauregard）。タビッシュの息子。敵対関係にあるブレイスウェイト家との抗争には興味がなく、むしろペネロペと恋仲の関係になっている。家の意向により親戚であるマチルダという女性との婚約を強要されていたが、アーサーの手引きによりグレイ家の監視から脱出し、ペネロペと共にボストンへ駆け落ちする。

### ブレイスウェイト家
キャサリン・ブレイスウェイト (Catherine Braithwaite)
スカーレット・メドウズ西部を長年治めてきた名家「ブレイスウェイト家」の当主。ジェラルドとガレス、バーソロミューという3人の息子とガートルードという娘を持つが、夫とされる人物は名前も含めて作中に一切登場せず、既に死亡している可能性がある。また、ワタ属を中心に栽培する広大な荘園「ブレイスウェイト荘園」を所有しており、荘園の中心にはブレイスウェイト家の豪邸があり、また奴隷制廃止後は密造酒の密造と密売もしている。抗争を仕掛けてきたダッチ一味を陥れる為にジャックを拉致してブロンテへと引き渡すという行為に出るが、逆に屋敷を襲撃されて火を放たれてしまい、最後は燃え盛る炎の中へ狂ったように走っていく形で焼死した。
ガートルード・ブレイスウェイト (Gertrude Braithwaite)
ブレイスウェイト家の長女。口唇口蓋裂と下顎前突症、学習障害を持って生まれたが、存在を隠すために荘園の端にある小屋に監禁されており、常日頃からブレイスウェイト家に対する恨みや支離滅裂な言動を絶叫している。エピローグでは、家族の死と共に荘園も放棄されたことで世話をする者が居なくなったためか死亡しており、亡骸は閉じ込められていた小屋内にてそのままミイラ化してしまっている。

ペネロペ・ブレイスウェイト (Penelope Braithwaite)
キャサリンの姪。箱入り娘として外部とほとんど接触せずに育てられた影響により無垢で、世間知らずな一面がある。また、ブレイスウェイト家と敵対関係にあるグレイ家のボーと恋仲の関係になっている。当時は未だ先鋭的とされていた女性参政権の獲得を目指す活動に参加しており、これに加えてボーと親しい仲となったことが原因で家から咎められ、屋敷に一時幽閉される。ボーとの文通の中でボストンへ共に逃亡することを密かに計画しており、女性運動を指揮していたリーダーが親族の陰謀で暗殺されたことを機に身の危険とローズでの活動に限界を感じたこともあり、アーサーの助力によってボーと共にブレイスウェイト家の警備を突破してボストン行きの列車に乗り込むことに成功した。

### ワピチインディアン
"雨の到来" (Rains Fall)
ワピチ族の酋長。非常に鋭い観察眼を持っており、序盤で新たなキャンプに向かう馬車隊やサンドニ市長主催のパーティの中にアーサーがいたことを見抜いている。若い頃からインディアン戦争を戦い抜いて来た経験の中で、アメリカ軍との絶望的な力の差や無残に果てた同胞や息子たちの死を多く目の当たりにしてきたためか、現在は誇りのために死ぬよりも生き延びてワピチ族の命脈を保ち、平穏に暮らすことこそが重要だと考えており、長年に渡って米政府との間で繰り返されてきた抗争を止める為に米軍を介して和議を結んできたが、幾度となく条約を反故にされており、作家のエヴェリン・ミラーや陸軍のモンロー大尉の助力を得てサンドニ市長に保護を求める陳情を行っていた。アーサーと出会って以降は彼の病気を心配して薬草や薬用ニンジン等を渡すなど親密な関係を築く。その後、エピローグではニューハノーヴァー州のアンズバーグ駅にてジョンと邂逅し、ワピチ族はもはや部族と呼べるものではなく数家族の集まりとなっていることやカナダへ移住していること、時折鷲の飛翔の墓参りにアメリカへ訪れていることを明かす。
"鷲の飛翔"（Eagle Flies）
"雨の到来"の息子。好戦的であり、米軍に対してはゲリラ戦術で強硬に対抗している。また、兄がいたが、米軍との戦いで亡くしている。状況を諦観した"雨の到来"に戦いを止めるように諫められても聞き入れず、インディアンの最後の一人まで戦う覚悟を決めており、後にダッチらの助力を得てコーンウォールの製油所を攻撃した。その後、コーンウォール灯油タール精製所の戦いにおいて軍人に襲われていたアーサーの窮地を救うが、直後にフェイバーズ大佐に撃たれて重傷を負い、最期は雨の到来に看取られながら息を引き取った。死後はアンバリーノ州のドナー滝の近くに埋葬される。

### グアーマ
ヘルキュール・フォンテーヌ (Hercule Fontaine)
グアーマ島にて打倒フサーを目指して活動している反乱軍のリーダーと思われる男性。自身はグアーマの出身ではなくハイチ人である。軍に捕まりチェーンにつながれたアーサーらを救出し、寝床と島脱出の手段を提供する代わりに反乱軍に協力してほしいと持ち掛ける。ボルトアクションライフルやカノン砲を入手している等物資調達力が高く、加えてアーサーらの協力を得たことにより最終的に革命を成功させる。

### 伝説のガンマン
ジム・キャロウェイ (Jim "Boy" Calloway)
伝説のガンマンであり、左利きでは最速であったというが、現在は酒浸りでくだを巻くだけの老醜を晒している。通り名として「ボーイ」と呼ばれているが、同じ伝説級のガンマンであるブラック・ベルからは「嘘つき」呼ばわりされ、エメット・グレンジャーからも「噂ほど大したことはない」と酷評されている。従兄弟を殺したスリム・グラントとは因縁があり、レヴィンとアーサーの手引きによりグラントと対峙するも、グラントが決闘に応じようとせず背を向けて立ち去るがそこを銃撃して殺してしまう。背を向けた相手を撃ってしまったことに激しく動揺し、怒りに任せてアーサーに決闘を挑むも負けて死亡した。
フラッコ・ヘルナンデス (Flaco Hernández)
メキシコ出身の伝説のガンマン。キャロウェイの話を聞きに来たアーサーに手下を全滅させられてしまい、決闘を挑む。
ビリー・ミッドナイト (Billy Midnight)
ドイツ系アメリカ人の伝説のガンマンであり、本名をヴィルヘルム・シュネル(Wilhelm Schnell)という。過去に背を向けた相手もしくは寝込みを襲ったことがあるらしく、キャロウェイの話を聞きに来たアーサーを真相を知る人物と勘違いして逃亡するも列車の上に追い詰められ決闘を挑む。
エメット・グレンジャー (Emmet Granger)
伝説のガンマンであるが現在は恩赦を与えられて堅気となっており養豚場を営んでいる。自意識過剰気味の性格であり、キャロウェイの話を聞きに来たアーサーに話を聞きたければ養豚場の掃除をしろと言っておきながら、自身のガンマン時代の自慢話しかしなかった。このため、堪忍袋の緒が切れたアーサーが豚糞の山をダイナマイトで吹き飛ばしたことで全身を糞まみれにされてしまい、激昂して決闘を挑む。
ブラック・ベル (Black Belle)
伝説の女性ガンマンであり、本名をメイベル・エリザベス・コルター(Maybelle Elizabeth Colter)というが黒い服を好んでいたためブラック・ベルという通り名で呼ばれる。長年賞金首として逃亡生活を続けており、自宅はダイナマイトで武装した要塞のようになっている。キャロウェイの話を聞きに来たアーサーと共闘して賞金稼ぎを撃退し、キャロウェイは嘘つきであると言い有名なガンマンであるからといってその武勇伝が全て真実だとは限らないのだとアーサーに伝えて去っていった。
スリム・グラント (Slim Grant)
伝説のガンマンであるが、現在は連邦保安官となっている。ガンマン時代にキャロウェイの従兄弟を撃ち殺したことがあり、それ以来キャロウェイから恨まれていた。ギャングに捕らわれていたところをアーサーに救出され、そのままキャロウェイと引き合わされて決闘を挑まれた。しかし、若い頃に一度挑まれた仇討ちの決闘に肝心のキャロウェイ本人が姿を現さなかったことで「既に勝敗は決した」という認識であること、足を洗っていたことを理由に決闘を拒否し、背を向けて立ち去ろうとしたところを激昂したキャロウェイに銃撃されて死亡した。人望があまりないのか部下である副保安官からグラントが死ねば自分が保安官に昇進できるなどと言われていた。

### サイドミッションの登場人物
トマス・ダウンズ (Thomas Downes)
バレンタイン近辺で農場を営んでいる一家の主人で、家族には妻のイーディスと息子のアーチーが居る。バレンタインの酒場におけるミッションで起こる乱闘にて、アーサーと対決する大男の知人として登場するのが初遭遇。恵まれない子供を救おうと孤児院建設のための募金を募るなど善良な人物だが、結核を患って以来農場の経営が行き詰まり、堪らず返す宛てもないのにレオポルドから借金をしてしまい、取り立てに赴いたアーサーに脅されることとなる。その際のやり取りで偶発的にアーサーに結核を移してしまい、彼の運命を大きく変える切っ掛けを作った。その後再会したイーディスとアーチーの話から、アーサーが去ってから間もなく病状が悪化して帰らぬ人となったことが判明する。
イーディス・ダウンズ (Edith Downes)
トマス・ダウンズの妻。トマスの死で農場が破産し、息子のアーチーと共に一旦行方不明となる。アンズバーグで再会した際には娼婦に転落し、アーチーも鉱山の過酷な労働環境で身体を蝕まれながら働いており、「二人とも先は長くない」と悲観しながら必死に食い繋ぐ極貧生活を送っていた。心境の変化でダウンズ一家を崩壊に追い込んだことに罪悪感を抱いていたアーサーからの施しを「夫の仇に救われるぐらいならこのまま死んだ方がマシ」と頑なに拒否していたが、アーチーを半ば強引に鉱山から救い出したアーサーに「誇りのために死ぬより家族のことを考えて生きてくれ」と説得され、親子二人がやり直すには十分なほどの大金を受け取り、アーチーと共にアンズバーグを後にした。
アクリシオスとプロイトス (Acricius and Proetus)
神話のように対立している双子の兄弟でヘレンという名の女性を取り合っている。両者ともヘレンを自身のもとに迎え入れようと度胸試しを行っており、頭の上に置いた空き瓶を銃で撃ったり、腹や股間を痛めつけるようアーサーに依頼する。最終的には樽に入って滝を下るという度胸試しを行うが、これによって兄弟の絆を取り戻しヘレンを無視して何処かへ去っていった。
アルバート・メイソン (Albert Mason)
野生動物写真家の男性。コヨーテに盗まれた荷物をアーサーに取り返してもらって以降、彼の協力によって野生動物の撮影に成功する。
アンドリュー・ベル三世 (Andrew Bell III)
人道的な死刑執行装置として電気椅子を開発している発明家で大学教授の男性。アーサーに発電機を動かすための燃料として密造酒100ガロン、実験台として賞金首を1人、実験を行う許可をサンドニ警察署長から受けてくるように依頼する。対価を支払うという言葉を信じてアーサーはこれらの依頼をこなすものの、完成した装置は完全に動作せず死刑囚を即死させることができずかなりの苦痛を与えたが、執行途中にアンドリュー自身が誤操作により感電死してしまった。
後日、新聞記事によると死刑囚は生存していることが判明している。
シャルル・シャトネー (Charles Châtenay)
フランス出身の画家の男性。主に女性のヌードを独特のタッチで描いている。サンドニのバーに立ち寄った際にアーサーもしくはジョンにブランデーを奢ってもらって以降友人となる。複数の既婚女性をモデルにして手を出す、バーで粗相をする、借金を踏み倒す、自身の個展を訪れた客を馬鹿呼ばわりする等芸術家らしいかなり自由奔放な性格をしている。トラブルを起こしすぎたためにサンドニに留まることができなくなり、最終的に女装をして南太平洋へと旅立っていった。
シャーロット・バルフォー (Charlotte Balfour)
アンズバーグの北にある滝近くの小屋に住んでいる未亡人。銀行員であった夫とシカゴに住んでいたものの、自然の中での素朴な生活を夢見て引っ越してきたというが、夫をヒグマに襲われてなくしている。見かねたアーサーもしくはジョンによって猟と銃の使い方の手ほどきを受ける。
デボラ・マクギネス (Deborah MacGuiness)
在野の古生物学研究家の女性。荒唐無稽な恐竜の存在を主張しているが学界から認められず大学での職を得られずにおり、存在を証明しようと化石を採集している所にアーサーもしくはジョンと出会い、化石を見つけたら場所を手紙で教えるよう依頼する。すべての化石を発見すると彼女の研究室を訪れることが出来、中に入ると化石が完成しているが明らかに複数の恐竜やほ乳類などの骨を組み合わせた妄想の産物のような外見である。
エドモンド・ローリー・ジュニア (Edmond Lowry Jr.)
猟奇連続殺人犯の男性。マップ上の各地に縄で吊し上げられた猟奇的に切断された死体を目立つように配置している。死体に自身の隠れ家のヒントを書いた紙片を忍ばせておりすべて集めると彼の隠れ家へ入ることが出来る。隠れ家を見つけ入ってきたアーサーもしくはジョンに襲い掛かろうとするも返り討ちとなり保安官事務所へと連れてゆかれる。最終的には牢に入れられる寸前で保安官に襲い掛かるがアーサーもしくはジョン、または保安官によってその場で射殺される。
エヴェリン・ミラー (Evelryn Miller)
著名な作家の男性で、ダッチはミラーの著作の大ファンである。ワピチインディアンの立場に理解を示しており、雨の到来らとともに議員へ陳情を行ったり、アーサーに協力を依頼している。エピローグでは、自身の努力が実らず米軍とワピチ族の開戦が避けられなかった事実への失望から俗世に嫌気が差し、元より憧れだった大自然に魅了され、人里離れた山小屋で世捨て人のような生活を送るようになっている。訪れたジョンに対して密猟者への対処に協力する依頼をした後、自身がこれまでの人生と現在の生活の中で見出した思想と結論を本として執筆することに寝食も忘れて没頭するようになり、体調を心配したジョンに何度か食料の差し入れを受けることとなるが、結局最後に訪れた際には著書の完成稿を遺して衰弱死していた。その後、遺体はその場での火葬を望むミラー本人の遺言に従ったジョンの手により、住んでいた山小屋ごと燃やされた。
フランシス・シンクレア (Francis Sinclair)
ストロベリー近くの小屋に住んでいる男性。マップ上の各地に存在する未来の世界を描いたようなペトログリフの場所を調べていると言い、場所を見つけたら手紙で知らせるようアーサーもしくはジョンに依頼する。右の目じりから頬にかけて赤紫色の特徴的な母斑があり、19世紀末には似つかわしくないベルトループのあるズボンをはいている等特徴的な外見をしている。すべてのペトログリフの場所を発見した上で彼の小屋を訪れるとそこにフランシスの姿はなく、代わりに以前は居なかったはずの赤ん坊を抱いた女性に出会うこととなる。女性によると元々ペトログリフを調べていたのはアーサーもしくはジョンがフランシスと出会うより以前に死去した亡き夫である上に、「フランシス」とは抱いている赤ん坊の名前であるという驚きの事実が判明する。なお、赤ん坊の顔にはフランシス同様に母斑があり、この赤ん坊の未来の姿がフランシスであるかのように示唆されている。
ハミッシュ・シンクレア (Hamish Sinclair)
南北戦争に従軍した北軍の退役軍人の男性。従軍中に砲弾の直撃を受けて右足を失っており義足を使用している。退役後はグリズリー東部にて暮らしており、趣味の狩りや釣りをして過ごしている。愛馬はビューエルという名のシャンパン色のダッチウォームブラッドであり、この馬に振り落とされたハミッシュに手を貸したことからアーサーもしくはジョンとの交流が始まった。アーサーにとっては人生最後の友人ともいえる存在である。最期は自身が長い間追い続けていた巨大なイノシシの突進を受けて瀕死の重傷を負い、アーサーもしくはジョンにビューエルを託して息を引き取った。ちなみに、ビューエルとは自身が片足を失た際に所属していた部隊を指揮していた将軍の名であると語っている。
アンリ・レミュー (Henri Lemieux)
サンドニ市長の男性。自身が主催したパーティで酔っ払いに絡まれていた際にアーサーが介入し、その後アーサーが市長執務室より手紙を盗み出した事で彼に興味を抱き連絡を取るようになる。ブロンテに牛耳られて腐敗しきっている市政の実態を改善して彼の傀儡に過ぎない現在の状況から脱却しようとしているが、ブロンテの権力や彼が率いるマフィアの暴威に対抗するためには真っ当な手段では不可能だと考えており、手段を選ばず自身の影響力を拡大しようと目論んでいる。その一環として、サンドニ市民の啓蒙のためと称して箱物行政的に美術館の建造を画策しており、フランスから怪しげなブローカーを介して真贋が不明な絵画を市の予算で複数購入している。絵画の鑑定を依頼した大学教授が贋作であるとの判断を下したもののそれを翻させるようにアーサーに依頼する。ただし、それ故に側近のジャンからは不満を抱かれている。その後プレイヤーの選択によっては失脚する。
ジャン・マルク・メルシエ (Jean Marc Mercier)
サンドニ副市長の男性。職権を乱用する悪徳市長レミューの下で働いており、サンドニの浄化を目指す市長の目的には賛同しているが、やり方を内心では良しとしておらず、アーサーに汚れ仕事を依頼するも理想を捨てられなかった。プレイヤーの選択によっては口封じに抹殺されるか、見逃された後にレミューを糾弾して失脚に追い込み、次の市長に就任することとなる。
マキシモ・クリストバル・ヴァルデスピノ (Maximo Cristobal Valdespino)
著名な冒険家の男性。南アメリカで複数の戦争に従軍した、インドの総督とお茶をしたなどの功績を語っている。アメリカのフロンティアの秘宝に興味を抱いてアメリカを訪れたと言うが、日本の四国にあるという伝説の徳島サファイアなる秘宝を探索するので宝の地図が要らなくなったと言い、アーサーに購入を進める。プレイヤーの選択によっては購入または力づくで手に入れることになる。
ジェレミー・ギル (Jeremy Gill)
著名なプロの釣り師の男性。巨大魚ばかりを狙ってその剥製を自身のファンに高額で売りつけることで生計を立てている。アーサーもしくはジョンに剥製にできるだけの巨大魚を釣って送るように依頼する。最期は掛かった魚に湖に引きずり込まれて行方不明となった。
マルコ・ドラジック (Marko Dragic)
ヨーロッパ出身の発明家の男性。天才的な技術力を持っており、19世紀末の時点で遠隔操作可能な魚雷を発射できるボートはおろか自立歩行可能なロボットさえも開発している。一方で性格はかなり自己中心的であり、アメリカ人の資産家に出資を募るものの性格のせいでことごとく失敗しておりそのことでことあるごとにアメリカ人を罵っている。ロボット開発いたってはプレイヤーに散々迷惑をかけた挙句、最期はもぬけの殻となった研究室で単独死体で発見される。死亡後、研究室を探索すると自身の受けた世間の所業に報いるためなのか世界征服を目論んでいたことが判明。余談だが、研究所から行方知れずになったロボットはある場所で確認が可能。
シスターカルデロン (Sister Calderón)
前作にも登場した修道女。寄付を呼び掛けたり、ストリートチルドレンを集めて読み書きを教えるなどの活動を行っている。ドーキンスを介してアーサーと知り合い、盗まれた十字架をアーサーに取り返してもらう。その後、フードバンクへの寄付を呼び掛けているところにアーサーと再会し、若いころは自身もアーサーの様であったなどと話している。また、聖職者らしくアーサーを励ましている。
ブラザードーキンス (Brother Dorkins)
シスターカルデロンと共に活動している修道士。質屋が人身売買をしているので助けてほしいとアーサーに依頼する。スワンソンとは懇意にしているようである。
謎の男（I Know You）
前作にも登場した黒のシルクハット、黒のスーツを身にまとった謎の紳士。ある場所で出会えるという。
セオドア・レヴィン (Theodore Levin)
ジム・キャロウェイの伝記を書こうとしている男性。酒浸りのキャロウェイから話を聞き出せずにおり、アーサーにキャロウェイと交流があったという伝説のガンマンら4人の写真と詳細を伝えて伝記に書けるだけの話を聞いてきてほしいと依頼する。最終的にはアーサーがキャロウェイとの決闘に勝利して伝記執筆は不可能かと思われたがスリム・グラントとの相撃ちで死亡したことにして話をでっち上げて伝記を書き上げベストセラー作家となった。後にお礼の手紙と350ドルを送ってくる。
マーガレット (Margaret)
猛獣使いの男性であるが、男の猛獣使いには誰も興味を示さないという理由によりマーガレットと名乗って女性猛獣使いを演じているという。スカーレット・メドウズで連れていた動物たちが脱走してしまい連れ帰ってほしいとアーサーに依頼するが、その動物たちというのが殆どペンキで柄を付けたインチキでありシマウマはラバ、ライオンはイヌ、トラはピューマという体たらくであった。弟子のサリー・ナッシュとアーサーからピューマが犬を殺してしまったという報告を受けて、最後にもう一頭ライオンが逃げてしまったのでエメラルド牧場に探しに行ってほしいと依頼する。アーサーはまた犬か何かであろうと気楽に考えていたものの今回は本当のライオンであり襲い掛かってきたところを銃殺してしまう。その後、依頼を受けてくれたお礼としてエメラルドをアーサーに手渡して去っていった。
ブラックとホワイト (Black and White)
チェーンギャングから逃げてきた脱獄犯コンビ。ブラックは白人であり、ホワイトは黒人である。アーサーにローズの町中に張られた手配書を回収してほしい、薬を分けてほしいなどと行く先々で頼ってくる。最終的にはビッグバレーにある高床建物の小屋で暮らすようになる。
フィニアス・T・ラムズボトム (Phineas T. Ramsbottom)
シガレットカード蒐集家の男性。フラットネック駅にて異常なほどの量のたばこを持っているところにアーサーと出会い、カードが集まったら買い取ると言い残して列車で去っていった。カードのシリーズをすべて集める毎に彼に送ることでお礼の品を受け取ることが出来、最終的に144枚すべてを送ると南北戦争時代の手錠を入手することが出来る。
マージョリー (Marjorie)
サーカス団を率いている女性。言うことを聞かないバートラムとマグニフィコに手を焼いている。最終的にはサン・ドニでの興行を成功させるものの、マグニフィコによってステージ上で胸をはだけさせてしまう。
バートラム (Bertram)
マージョリーのサーカス団の一員であり、大きな体と怪力の持ち主。特徴的な頭の形としゃべり方から小頭症であると思われる。酒乱気味であり、酒を飲んでヴァンホーンの酒場で暴れ出したところをアーサーに殴りかかってきて喧嘩となる。
マグニフィコ (Magnifico)
マージョリーのサーカス団の一員であり、小人症の奇術師。報酬の分け前を巡ってマージョリーと対立しており、彼女の依頼で説得に来たアーサーを小さな体と驚異的な身体能力をベースにした瞬間移動と見紛う程の技で翻弄するが、バートラムにはかなわず捕まってしまう。その後マージョリーの家族という言葉に感激してサーカス団に合流した。

## 登場する組織・ギャング
ダッチ・ギャング (Dutch's Boys/Van der Linde gang)
ダッチ・ファン・デル・リンデがリーダーを務めるギャング組織。主人公であるアーサーが所属している。ダッチの方針により、略奪の対象を権力者・資産家・悪党に限定しており弱者や貧者からは略奪しないことを旨としており、州一帯を勢力範囲に収める他のギャング組織のような規模と数の力こそないものの、メンバーにはアーサーを筆頭に数的劣勢をものともせずに抗争に勝利することが出来るほどの腕利きのガンマンが揃っており、あらゆる面で他のギャング組織とは一線を画している。ブラックウォーターでの強盗事件により司法当局だけでなくピンカートン探偵社や賞金稼ぎからも狙われており、追っ手から逃れるためにアメリカ西部の各地を転々としている。また、ダッチのアイディアにより各メンバーは手紙を出す際などに返信先としてタキトゥス・キルゴア(Tacitus Kilgore)なる偽名を使用する。最終的に情緒不安定になったダッチの狂乱と叛逆したマイカの策略により壊滅した。
コルム一味  (O'Driscoll Boys)
コルム・オドリスコルがリーダーを務めるギャング組織。酒と女を好み、暴力の限りを尽くす享楽的かつ凶暴な性質を持つ。アメリカ西部の広範囲に勢力を展開しており、ダッチギャングと長年に渡って抗争を続けている。ビッグバレー北部のハンギングドッグ牧場を乗っ取り、拠点としている。結成当初はダッチ・ギャング同様の義賊的な活動を旨としていたが、コルムの変心と見境なく人員を増やした結果、腐敗した凶暴なギャングへと成り下がってしまった。終盤でコルムがサンドニで処刑された上、アーサーとセイディによってハンギングドッグ牧場とそこに残っていた残党の中核が壊滅させられたことで瓦解してしまう。
ルモワン・レイダーズ (Lemoyne Raiders)
南北戦争で敗北した南部連合の退役軍人らによって結成されたギャング組織。ルモワン地方を縄張りとしており、軍備を維持するためにあらゆる犯罪に手を染めている。また、ブレイスウェイト家とは協力関係にあり、密造酒や武器の密売を生業とする。政府との衝突やダッチ・ギャングらの台頭により物語後半には大きな打撃を受けるが、エピローグ(1907年)時点ではかつてダッチ・ギャングが隠れ家として利用していたシェイディベル屋敷を根城としているなど、勢力を回復させていると見受けられる。
マーフリー・ブルード (Murfree Brood)
ビーバーホローの洞窟を根城とする野蛮人集団。多くは裸同然のみすぼらしい外見に拳銃や山刀で武装しており、18世紀頃からロアノークリッジに定住する土着の一団として活動している。また、ニューハノーバー州北東部の森林地帯に出没しては旅行者や荷馬車を襲撃して生計を立てているが、その残虐性は他のギャングとは一線を画しており、馬車を襲撃して生き残った乗員を隠れ家へ誘拐しては男は惨殺し、婦女子には凌辱を繰り返している。治安維持に向かった保安官が何人も行方不明となったため、州政府が公式に注意勧告を発している。また、Broodとは一腹の子や一家の子供を意味する英単語であり、メンバーは全員ウォルト・マーフリーなる人物の子供たちという設定である。物語後半にて新たな隠れ家を求めたダッチ・ギャングの強襲によりアジトにしていた洞窟を奪われるが、エピローグ(1907年)時点で再びビーバー・ホローに根城を築いて活動を始める。
スキナーブラザーズ (Skinner Brothes)
ウェストエリザベス州のトールツリー周辺に出没する集団。構成員は白人のみならず黒人や中国人、先住民族出身の者も含まれ、多人種で構成されている。装備も多岐に渡り、アパッチ族の弓からアメリカの銃器まであらゆる武器を使う。また、他のギャングとは異なり、決まった隠れ家を持たず、森林地帯を移動しながら生活しているが、「捕まった被害者は生きたまま頭皮を剥がされる」ことで有名であり、マーフリー・ブルードに比肩する残虐性からブラックウォーター周辺の住民を恐怖に陥れている。1907年のジョン編にのみ登場するが、首魁の一人である賞金首のオーティス・スキナーがジョンによって捕えられた上にブラックウォーターで絞首刑にされたことで解散状態に陥る。
ナイト・フォーク (Night Folk)
マーフリー・ブルードとスキナーブラザーズ同様に非常に危険な集団。顔を白く塗り、ボロボロの衣服をまとった不気味な外見をしている。また、一切言葉を発しないが、動物のような鳴き声で襲撃を合図しており、沼辺で霧が発生すると森から音もなく突如現れてはナイフや山刀で攻撃してくる。犠牲者の死体を木に吊したり縛り付けたりする狂気的な行動も見せる。バイユーンワとブルーウォーター湿地周辺の森林を縄張りとしている。また、基本的にストーリーには関与せず、フィールドやサイドミッションで敵として登場するのみである。
デル・ロボス (Del Lobos)
ニューオースティン州で広範囲に活動しているメキシコ系ギャング集団。フォートマーサーやベネディクト・ポイントの農場を隠れ家にタンブルウィードやアルマジロの町で狼藉を働いている。
ララミーギャング (Laramie Gang)
資産家であるアベルに雇われたギャング。1899年時には存在せず、1907年時にプロングホーン農場に対する地上げ行為を行っている。また、1899年時にコルム一味が拠点にしていたハンギングドッグ牧場を隠れ家にしている。
グレイ家 (Gray family)
スカーレット・メドウズ東部を統治する名家。ブレイスウェイト家とは19世紀初頭から関係が悪化しており、100年近くに渡り血みどろの抗争を繰り広げている。イギリス植民地時代の1750年代に名誉革命の反乱勢力であるジャコバイト派であった始祖のロス・グレイが1745年ジャコバイト蜂起に失敗したことでイングランドを追われて北アメリカのスカーレット・メドウズに到達したとされるが、実際はジャコバイト派と敵対していたカンバーランド公爵側のスパイであり、ジャコバイトらの迫害に加担した功績から彼らから奪った土地や財産を与えられ、それらを基に黒人奴隷を使役したタバコと綿花の大規模栽培を行うことで富を築いた。ダッチ・ギャングとの抗争によりブレイスウェイト家共々衰退した。
ブレイスウェイト家 (Braithwaite family)
イギリスに起源を持つ一族。1779年頃にアメリカに移住し、奴隷農園を経営することでこの地域で最も勢力を持つ一家として成長したが、南北戦争の終結により奴隷制度が廃止されたことで経営していた農園が大打撃を受け、裏家業として密造酒の製造に手を出すようになる。その後、1806年に一家の娘であったルシールがグレイ家のダグラスと恋仲となり、経緯は不明だが、彼にブレイスウェイト家の所有する財産を盗ませた上に彼自身がグレイ家の財産にも手を出したことから両家に軋轢が生じてしまう。ダッチ・ギャングとの抗争によりグレイ家共々衰退した。
ピンカートン探偵社
1899年当時に実在していたアメリカの国立探偵社（公企業）。米政府や企業からの依頼を受けて探偵業務の他に警備などを請け負っている。鉄道王コーンウォールの依頼によりミルトンやロスを始めとする多数の捜査員を投入してダッチ・ギャングを追跡する。
ワピチ・インディアン (Wapiti Indians)
アンバリーノ州北部の居留地に隔離されたインディアンの部族。かつてはハートランドを中心に広く分布しており、それでも近代化によりアメリカ政府から迫害を受けて現在の居留地に生活圏を狭められているが、族長である雨の到来が勝ち目のない戦いであることを悟って和睦を持ち掛けられても彼らの絶滅を図ろうとするフェイバーズ大佐により劣勢に立たされており、不満を持った若者を中心に米軍に対して弓矢や雑多な小銃などによるゲリラ戦術により抵抗活動を展開している。終盤ではチャールズの助けで移動し、エピローグ(1907年)時点では勢力がかなり衰退した状態でカナダに暮らしていることを雨の到来から語られた。
クー・クラックス・クラン (Ku Klux Klan)
北方人種を至上とし、現在も活動中の実在の秘密結社。白装束の格好をしながら十字架に火を放つ集会を各地で開いているが、入団希望者が銃の暴発で死亡してしまったり地面に突き立てようとした大きな木製の十字架が倒れて下敷きになって死亡してしまう等どこか間抜けな集団として描写されている。また、ダッチから教わった思想とは対極にある集団であるためかアーサーからは嫌悪されている様で、「フードをかぶったネズミどもめ。皆殺しにしてやる。」と罵倒されている。

## 州・主要都市
前作の舞台となったニューオースティン、ウェストエリザベスに加え、本作では新たに北東に広がるニューハノーバー、ルモワン、アンバリーノと呼ばれる地域を加えた極めて広大なマップとなっている（なお、同じく前作で訪れる事ができたメキシコ領ヌエーヴォ・パライソは本作ではマップ範囲外となっている）。
作中にて登場する地域は主に実際の米国中部、西部および南部の各州がモデルとなっているが、これらに留まらず全米各地の地域がモチーフとなっている。
ルモワン州 (state of Lemoyne)
マップ南東部に位置し、元はフランス植民地であった地域で南北戦争時にはアメリカ連合国に属していた州。中央を蛇行するカマッサ川を隔て、北東部にブルーウォーター湿地、南東部にバイユーンワ、西部にスカーレット・メドウズの三地域が広がる。州都はサンドニ。モデルはルイジアナ州。
サンドニ（Saint Denis）
バイユーンワ南東部の港湾都市。国内外を結ぶ貨物船や客船などが発着する。市内は中層建築の建物が林立し、郊外は工場が煙を上げているなど、シリーズ全体を通じて最も近代化が進んだ地域である。鉄道駅や銀行、酒場はもちろん、複数の劇場もあり、旧フランス領時代の面影を残す石畳や並木で整備された通りは多くの都会人や馬車、路面電車が行き交う。様々な人種により構成された街でもあり、ヨーロッパ人を始めアフリカ系アメリカ人、中国人など多様な民族が入り乱れて生活している。市制が敷かれているが、市長や警察署長は都市を裏で牛耳るイタリア系マフィアの思うままにされている。モデルはニューオーリンズ。
ローズ (Rhodes)
スカーレット・メドウズ中央部に位置する町。南北戦争時に南軍兵士が多数戦死した史跡に近傍しており、町の入り口には記念碑が建てられている。サンドニと同じく南部様式の建物が並び、鉄道駅や銀行、酒場、商店など一通りの施設はそろっている。町に駐在する保安官がグレイ家の出身である通り、町の支配権は主にグレイ家が握っている。グレイ家とブレイスウェイト家の抗争がダッチの計画により過激化する。
カリガホール (Caliga Hall)
スカーレット・メドウズ東部を長年治めてきた名家、グレイ家の農場。赤煉瓦造りの屋敷を中心として、その周囲にはタバコやトウモロコシ畑が広がる。
ブレイスウェイト荘園 (Braithwaite Manor)
スカーレット・メドウズ西部を長年治めてきた名家、ブレイスウェイト家の荘園。主要街道から南に一直線に伸びる大きな並木道とその先の大きな白い屋敷が特徴的で、農場では主に綿花を栽培している。
ウェストエリザベス州 (state of West Elizabeth)
マップ中央に位置する州。北モンタナ川を境に、南北にビッグバレー、グレートプレーンズ、トールツリーズの三地域に分けられる。このうち南側のグレートプレーンズとトールツリーズは前作にも登場した。州都はブラックウォーター。モデルはオクラホマ州。
物語開始直前にダッチ・ギャングがブラックウォーターで強盗事件を起こしたため、ブラックウォーター付近ではアーサー達の首に賞金が懸けられている。そのため、アーサーでブラックウォーター付近に行くと、法執行官に見つかり射殺されてしまう。
ブラックウォーター (Blackwater)
グレートプレーンズの東端にある、中西部で最も発展の著しい町。煉瓦造りの建物が建ち並び、町の北部では銀行や庁舎前広場、警察署が、周縁部では住宅や商店の建設が進む。一方前作(1911年ごろ)にはある鉄道線がまだ開通しておらず、駅舎建設予定地には駅馬車の停車場があるなど新旧入り乱れた町並みは、時代の狭間を如実にあらわしていると言える。
ストロベリー (Strawberry)
ビッグバレー中央部に位置する山間部の町。かつては伐採を生業とする入植者たちの孤立したコミュニティであったが、林業の成長により人口が増加し、近年急速に発展を遂げている。地の利を活かして観光にも力を入れており、ニューヨークなどの都市部からの観光客も多い。市長は「中西部のベルサイユ」と豪語している。
ピーチャーズ・ホープ（Beecher's Hope）
ブラックウォーターの西方にある荒れた土地で、不法居住者が住み着いている。前作でジョンの牧場があった場所で、本作の終盤ではジョンがこの土地を購入し、牧場を作る過程が描かれる。
ニューハノーバー州 (state of New Hanover)
マップ東部に位置する州。東端はラナッチェ川、西端はダコタ川までで、主にハートランドとロアノークリッジの二地域が広がる。物語序盤と終盤に舞台となる州で町の数も多い。ドイツ系移民によって成立した州であり、ニューハノーバーやアンズバーグなどドイツ語由来の地名が多い。
アメリカの中心を縦断するグレートプレーンズに位置するカンザス州やネブラスカ州など各州がモチーフとなっている。
バレンタイン (Valentine)
ハートランド北西部、アンバリーノ州との境界部付近の町。酪農産業が盛んなハートランドの中心であり、農場や家畜競売場がある。家畜の売買が盛んなため、競売時には多額の現金が町の銀行で取引される。また、最近新しくホテルが建ったほか、小規模ながらショーを見ることもできる便利な地域である。
アンズバーグ (Annesburg)
ラナッチェ川に面したロアノークリッジ北部の鉱業都市。鉱山でとれた鉄鉱石などを、町の特徴でもあるコンベア施設を経由して貨物列車に積み込み、域外に輸出している。山と川に挟まれており、斜面に所せましと並ぶ鉱員小屋が他の町とは一風変わった雰囲気を醸し出している。コーンウォール社が投資している様子。
ヴァンホーン交易所 (Van Horn trading post)
アンズバーグの南にある港町。キャラバンによる陸路交易が中心だった頃は栄えていたが、鉄道が開通してからは交易所としての価値が低下して寂れてしまった。保安官事務所もなく、柄の悪い住民ばかりが目につき、多少の犯罪行為程度は誰も気に留めない無法地帯となっている。通りに面して商店や倉庫が建ち並び、南の岬にある灯台が大きな特徴となっている。規模に見合わず海外からの貨物船も寄港する。
エメラルド牧場 (Emerald Ranch)
州中部にある牧場。きれいな庭のこぢんまりとした緑の屋敷と納屋が並んでいる。比較的規模が大きい牧場のため、後に鉄道が開通した際には旅客取扱駅が設置された。唯一馬車を売ることのできる盗品商がいる。
ブッチャークリーク (Butcher Creek)
カマッサ川に面したロアノークリッジ山間部の村。村民はこの地域に土着化した初期の入植者の子孫で、前時代的な独自の風習と価値観を持つ。無秩序かつ不潔な家々が特徴的で、余所者を快く思わない者が多い。近くのロアノークバレーはマーフリー・ブルードの縄張りであり、村より奥の街道では駅馬車失踪事件が発生したり、保安官が行方不明になるなどの無法地帯となっている。
コーンウォール灯油タール精製所
コーンウォール社の石油精製所。新時代の到来により大きく成長をみせているものの、裏には軍隊との癒着や先住民との確執がある。中心に貨物駅がおかれている。
アンバリーノ州 (state of Ambarino)
マップ北部の州。グリズリーとテンペストリム地域があり、いずれも高山地帯である。ニューハノーバー州との州境付近に鉄道は通っているものの、旅客取扱駅は一切なく主要街道や目立った町も殆ど無い。「アンバリーノ」はスペイン語で「琥珀色/オレンジ色」を意味する。
ハーゲン山 (mount Hagen)
アンバリーノ州北西部にある険しい山。5月にもかかわらず深い雪に覆われている、極寒の山岳地帯。作中でプレイヤーが最初に探索する場所。モデルはワイオミング州に存在するロッキー山脈の一部であるグランド・ティトン。
コルター (Colter)
ハーゲン山にある古い鉱山跡の廃村。ブラックウォーターから逃亡してきたダッチ・ギャングが、一時的に潜伏した。
ワピチインディアン居留地 (Wapiti Indian Reservation)
グリズリー北部にあるインディアン居留地。軍により山間部に追いやられた部族が静かに暮らしているが、この地域に石油の湧出が確認されており、コーンウォール社及びフェイバーズ大佐率いるアメリカ軍に狙われている。
ニューオースティン州 (state of New Austin)
前作にも登場したマップ南西部の州。荒涼とした砂漠地帯に町が点々とする荒野であり、物語終盤のジョン編でのみ訪れることができる。アーサー編では、ニューオースティン州への通り道となるブラックウォーター付近が警戒区域になっており、近づくと法執行官に見つかり射殺されてしまうため、ニューオースティン州に行くことはできない。モデルはテキサス州とされるが、設定上はテキサス州も別に存在している。
タンブルウィード（Tumbleweed）
州の西部に位置する町。1907年時点では保安官事務所を始め雑貨屋や酒場、銃器店が存在しているが州を横断する鉄道から遠いだけでなく、デル・ロボスの襲撃により廃れつつある。前作(1911年)ではゴーストタウン化し野盗の隠れ家になっている。
アルマジロ (Armadilo)
ニューオースティン内で最も規模が大きい町。1907年当時にはコレラが大流行しており、路上には感染者の死体が積まれ、町の各所で火災が発生している。保安官事務所も機能しておらず、デル・ロボスのほしいままになっている。
グアーマ島(Guarma)
カリブ海上、キューバの東に位置する孤島でサンドニでの銀行強盗後に乗り込んだ漁船が難破したことによりアーサーらが漂着した。気候は温暖でジャングル地帯が広がっている。キューバが領有する島であるが、米西戦争の影響で帰属が曖昧となっており、政治的な空白を利用してアルベルト・フッサー大佐が牛耳っている。島の中心地であるアグアスデュルセスでは砂糖の生産が盛んに行われており、ハイチ人の奴隷を製糖工場などで使役している他、高品質のラム酒でも知られており作中を通してグアーマ産のラム酒がアイテムとして手に入る。

## 開発
『レッド・デッド・リデンプション2』の最初の仕事は『レッド・デッド・リデンプション』（2010年）の発売直後に始まった。RDRの開発元のロックスター・サンディエゴは2011年の中ごろまでに本作の概要を作った。2012年後半までに本作の大まかな脚本が完成した。ロックスター・ゲームスが個別のスタジオの寄せ集めが必ずしもうまくいくわけではないと気付いた際、1600人で開発を促進するため、すべてのスタジオをひとつの大きなチームに吸収し、ロックスター・スタジオと名付けた。合計およそ2000人が本作に取り組んだ。評論家は本作の開発費とマーケティング費用を370万USドルから540万USドルの間と推定した。これは最も高額なゲームのひとつとなっている。
RDRの重要な主題はどんな犠牲を払っても家族を守るというものであったが、本作はダッチ・ギャングという形をとって家族の崩壊について語っている。ギャングが崩壊したことはRDRで頻繁に言及されるが、開発チームはその理由について物語を掘り下げることに興味があった。ロックスターのクリエイティブ担当副社長のダン・ハウザーは本作のシナリオを執筆中に、映画や文学作品から着想を得たが、アイデアを盗んだと非難されないようにするため、現代の作品を避けた。開発チームは特に映画や芸術作品から着想を得たわけではないが、実在する場所から着想を得た。開発チームは人間と場所に関して、時間を正確に反映させることに重点を置いた。本作の住民は貧富の差異を表し、場所は文明と自然の差異を表している。
本作の撮影は2013年に始まった。ロックスターはダッチ・ギャングのキャラクターの配役を多様なものにしたいと考えた。ライターは特にそれぞれのキャラクターの背景にある個々の物語に焦点を合わせ、ダッチ・ギャングに入る前のキャラクターの人生とダッチ・ギャングに留まる理由を掘り下げた。キャラクターの性格が物語をより良いものにすることができなかったため、開発中に削除されたキャラクターが何人かいた。役者は時折せりふを即興で追加したが、たいていは脚本に忠実であった。プレイヤーがキャラクターをより深く理解し、出来事がキャラクターに影響を与える様子を理解するできるようにするため、開発チームはロックスターの前作『グランド・セフト・オートV』（2013年）の3人の主人公とは対照的に、本作ではプレイヤーが操作する主人公を1人にすることを決定した。開発チームは主人公を1人にするほうが西部劇の物語の構成により適していると考えた。
本作はロックスターで初めてPlayStation 4とXbox One専用に作られたゲームである。ロックスターは当初PlayStation 3とXbox 360向けに発売した『グランド・セフト・オートV』を移植する際に、PlayStation 4とXbox Oneの技術的能力を調べた。開発チームがPlayStation 4とXbox Oneの限界を明確にすると、すぐに重点的に取り組む必要のある部分を見つけた。本作のゲームプレイでロックスターが目標にしたことのひとつは、ミッションをプレイして、カットシーンを見るのではなく、プレイヤーがゲームの世界に住んでいるように感じさせることである。この目標を達成するため、プレイヤーが他のキャラクターと交流できるダッチ・ギャングのキャンプを利用する方法をとった。ゲームの世界をよりいきいきと現実的に感じさせるため、カットシーンからゲームプレイまでキャラクターたちが同じ性格と気分を維持するようにした。
RDRと『グランド・セフト・オートV』でロックスターと制作を行ったWoody Jacksonは本作のオリジナルサウンドトラックを作曲するため再度起用された。本作には、物語、状況、環境の3種類の曲がある。物語の曲はミッション中に流れ、状況の曲はプレイヤーがオープンワールドやマルチプレイで歩き回っているときの曲であり、環境の曲はキャンプファイヤーの歌やキャラクターが演奏する音楽である。プレイヤーの決定によって、音楽は頻繁に反応する。Jacksonは古典的西部劇の映画で使用されたレッキング・クルーの楽器を複数購入した。全体で110人を超える音楽家が本作の音楽の制作に取り組んだ。ダニエル・ラノワはオリジナルのボーカルトラックを制作し、ディアンジェロ、ウィリー・ネルソン、Rhiannon Giddens、ジョシュ・オムなどのアーティストと連携して制作を行った。音楽と音響のディレクターのIvan Pavlovichは楽曲制作のため、サックス奏者のColin Stetson、実験音楽のバンドのSenyawa、音楽家のアルカを引き入れた。
ロックスター・ゲームスは2016年10月16日と17日に初めて本作のティーザー予告を行い、2016年10月18日に正式に発表した。当初の発売日は2017年の後半であり、2回延期された。初めに2018年の前半に延期され、その後、2018年10月26日に延期された。ロックスターによると、本作は「磨きをかける」ため、さらに開発期間が必要となった。先行予約販売を促すため、ロックスターは複数の小売店と連携し、本作の限定版を提供した。コンパニオンアプリは本作と同時にAndroidとiOS向けに公開され、プレイヤーがカタログ、日誌、本作と同期したミニマップなどのゲーム内アイテムを見られるセカンドスクリーンとして機能した。本作はWindows向けに2019年11月5日に発売され、Stadiaが2019年11月19日にサービスを開始する際、Stadiaのローンチタイトルになった。Windows版は視覚的、技術的に改善された。

## 評価

### 評価
レビュー収集サイトMetacriticによると、『レッド・デッド・リデンプション2』は批評家から「普遍的な称賛」を受けた。本作はロックスターの『グランド・セフト・オートV』と並んで、Metacriticで最も高い点数のPlayStation 4とXbox Oneのゲームとなり、全体で7番目に高い点数となっている。批評家は物語、キャラクター、オープンワールド、グラフィック、音楽、詳細さの度合いを称賛した。『ゲーム・インフォーマー』のMatt Bertzは本作を「ロックスター・ゲームスが作った最も大きく、最もまとまりのあるアドベンチャーゲーム」と述べ、『GamesRadar』のDavid Meiklehamは本作が「ゲームデザインにおいて現時点での頂点に相当する」と感じた。『ガーディアン』のKeza MacDonaldは本作を「画期的なゲーム」であり、「本物のような世界を作るゲームにおいて新しい頂点」となったと述べた。『IGN』のLuke Reillyは本作を「現代において最高のゲームのひとつ」であると述べた。Peter Sudermanは『ニューヨーク・タイムズ』に寄稿し、本作を芸術としてのゲームの手本であるとみなし、「ナショナル・アイデンティティと文化的アイデンティティを背景に個人の物語を語り、芸術の分野を分解し、型を発展させる」本作の力と、『ゴッドファーザー』や『ザ・ソプラノズ 哀愁のマフィア』のような類似の作品とともに現在の映画やテレビを比較した。
本作の物語について、『GamesRadar』のMeiklehamは本作を「これまででおそらく最も大胆なAAAゲーム」であると称した。また、物語が予測できないことを称賛し、本作のエピローグを『The Last of Us』（2013年）と比較した。『ガーディアン』のMacDonaldは物語の意外な展開を称賛し、全体の物語により小さな物語を入れ込むライターの能力を称賛した。『エレクトロニック・ゲーミング・マンスリー』（『EGM』）のNick Plessasは最高の物語が「余白に存在し」プレイヤーによって発見され、書かれていくと述べた。『ゲーム・インフォーマー』のBertzはもっと受動的で静かな瞬間が欲しかったが、同じような物語の繰り返しがほとんどなく、本作の規模を考えるとこれはすばらしい偉業であると感じた。反対に、『GameSpot』のKallie Plaggeはアーサーの物語の重要性を認めたが、物語の後半で続きが予想できてしまうことにいら立った。『Giant Bomb』のAlex Navarroはネイティブ・アメリカンの描写とサイドミッションが陳腐になっていると感じた。本作の出だしの展開が遅いこと や冗長なエピローグについて論評した批評家もいた。
『EGM』のPlessasはRDRでのジョンの贖罪（redemption）よりアーサーの贖罪の旅のほうが「はるかに多くの埋め合わせをしている」と気付き、アーサーに罪があることで、Plessasはアーサーにより同情することになったと述べた。反対に、『Eurogamer』のMartin Robinsonはジョンよりもアーサーのほうが説得力がないと考え、混乱させるような物語になっていると述べた。『GameSpot』のPlaggeは新しいキャラクターが物語の質に貢献していると感じた。『USgamer』のMike Williamsはキャラクターの性格が多様であるため、キャラクターが「実在する人物のように感じる」と述べた。『IGN』のReillyは文化が多様であることと誇張を避けたことを称賛した。『Giant Bomb』のNavarroは、他のロックスターのゲームではキャラクターに人間らしさが欠けているが、本作ではキャラクターに人間らしさがあり、特にアーサーが内面で葛藤していることを思慮深く描写したところにキャラクターの人間らしさが見えると述べた。『ガーディアン』のMacDonaldは役者の演技によってキャラクターが実在しているように見えることに気付いた。『Polygon』のChris Planteは、ブレスウェイト家とグレイ家に焦点を合わせるときは政治についてすぐれた解説をしていることに気付いたが、ネイティブ・アメリカンのキャラクターの描写を無神経で困惑させるものであると考えた。
本作のオープンワールドをゲームの中で最も優れたオープンワールドと考える批評家が何人かいた。『EGM』のPlessasは本作が「大きさと詳細さの両方でゲーム業界の限界を押し上げる」と述べた。『ガーディアン』のMacDonaldはリアルなアメリカの風景を描写したことを称賛した。『IGN』のReillyはそれぞれの環境がいきいきと感じられることもあり、RDRよりも本作の世界のほうが「広く、美しく、変化に富んでいる」と考えた。『GameSpot』のPlaggeはオープンワールドが多様で、反応や驚きがあるため、オープンワールドを探索せずにはいられないと感じた。『GamesRadar』のMeiklehamは最も印象的なライティングと天候のシステムの一部について、本作を「史上最も美しいゲーム」と称した。『USgamer』のWilliamsは本作をPlayStation 4とXbox Oneで最も美しいゲームのひとつであるとみなした。『IGN』のReillyはライティング、顔のアニメーション、詳細さの度合いを称賛した。『ゲーム・インフォーマー』のBertzは細部にこだわったことを称賛し、「常に変動する天候のシステムは他に類がなく、環境音のサウンド・エフェクトやこれまでのゲームの中で最も野心的な動植物の生態系」のため、本作の世界がよりいきいきと感じられると気付いた。
ゲームプレイのあらゆる面で詳細さの度合いを称賛した批評家が何人かおり、『EGM』のPlessasは細部にこだわったことでより深く没頭できると感じたが、非常に多くの現実感が機会を制限し、アニメーションを不必要に長引かせていると気付いた批評家もいた。『IGN』のReillyはアーサーの動きが『グランド・セフト・オートV』の主人公よりも「重い」が、扱いにくいとは感じないと考え、密接した戦闘によりわくわくすると気付いた。『Polygon』のPlanteは、会話の選択肢は制限されているが、それでも他の暴力的なアクションゲームよりも改良されていると考えた。『Eurogamer』のRobinsonは一部のストーリーミッションで自由がなかったことへの不満をあらわにした。操作を批判した批評家や、ボタンの配置とユーザインタフェースに一貫性がなく、困惑させると気付いた批評家もいた。
Metacriticによると、本作のWindows版は「普遍的な称賛」を受けた。本作は最も高い点数のPCゲームのひとつである。『PCGamesN』のSam Whiteは本作が映像的に改善されたため、オープンワールドが「これまでで最も良く見える」と考えた。『デストラクトイド』のCarterはフォトモードが追加されたことを称賛した。『Ars Technica』のSam Machkovechはカットシーンのアニメーションがより高いフレームレートに合わせてうまく調整されていないと感じたが、ゲームプレイは家庭用ゲーム機よりはるかに優れていると考えた。『Rock, Paper, Shotgun』のMatthew Castleは操作を適応させたこと、特にデッドアイでターゲットをマークする際の操作を称賛したが、慣れるのにより時間がかかったと感じた。『PC Gamer』のJames Davenportはマウスの反応が速いため、一人称視点はWindows版の方がより優れていることに気付いたが、本作が何度かクラッシュしたと述べた。『Jeuxvideo.com』のJean-Kléber Lauretは同様の批判を行い、映像的、技術的に向上させるには高性能のハードウェアが必要になるということに気付いた。『Polygon』のSamit SarkarはWindows版の技術的な問題を批判し、その時点でプレイできる状態ではなかったと述べた。発売から1週間後に『PCMag』のTony Polancoは技術的な問題がほとんど解決されたと述べた。

### 受賞
本作はゲームの報道機関から多数ノミネートされ、多数の賞を獲得した。2018年のThe Game Awardsで8つの部門にノミネートされ、Best Audio Design、Best Narrative、Best Score/Music、アーサーを演じたClarkに対するBest Performanceの4つの部門で受賞した。第6回SXSWゲーム賞でTrending Game of the Year、Excellence in SFX、Excellence in Technical Achievementを受賞した。第22回D.I.C.E. Awardsで8つの部門にノミネートされ、第19回ゲーム・デベロッパーズ・チョイス・アワードで7つの部門にノミネートされ、第15回英国アカデミー賞ゲーム部門で6つの部門にノミネートされた。本作はMetacriticで2018年における最も高い点数のゲームとなった。本作は複数の2018年ベストゲームの一覧に載り、Australian Games Awards、Brazil Game Awards、Fun & Serious Game Festival、Italian Video Game AwardsでGame of the Yearを受賞し、『4Players』、『AusGamers』、『コンプレックス』、『Digital Trends』、『Edge』、『エレクトロニック・ゲーミング・マンスリー』、『Gamereactor』、『GameSpot』、『ガーディアン』、『Hot Press』、『news.com.au』、『ザ・テレグラフ』、『USgamer』、『Vulture』などの報道機関からGame of the Yearを受賞した。また、『Entertainment.ie』、『ハリウッド・リポーター』、Metacritic、『ナショナル・ポスト』、『NME』、『Stuff』、『Thrillist』、『VG247』、『Wired UK』の2010年代のベストゲームに選ばれた。

## 提訴
実在するピンカートン探偵社の名前を作中で勝手に使用しているため、ピンカートン探偵社は、キャラクターを使用に継続的なキャラクター使用料の支払いを求めていると発表した。しかし後、ロックスター・ゲームはアメリカ合衆国憲法の「表現の自由」に反しているとしてピンカートン探偵社を提訴した。